# Sinkiang
Sinkiang o Xinjiang (en chino, 新疆; pinyin, Xīnjiāngⓘ; en uigur: شىنجاڭ, romanizado: Shinjang), oficialmente Región autónoma uigur de Sinkiang (en chino, 新疆维吾尔自治区; pinyin, Xīnjiāng Wéiwú'ěr Zìzhìqū; en uigur: شىنجاڭ ئۇيغۇر ئاپتونوم رايونى) es una región autónoma de la República Popular China, ubicada en el extremo noroeste del país, con capital en Urumqi. Con más de 1,6 millones de km², es la división a nivel de provincia más grande de China y la octava subdivisión de país más grande del mundo.
Con una historia documentada de al menos 2500 años, una sucesión de personas e imperios han competido por el control de todo o parte de este territorio, que quedó bajo el dominio de la dinastía Qing en el siglo XVIII, que luego fue reemplazado por el de la República de China. Desde 1949, ha sido parte de la República Popular China después de la guerra civil china. En 1954, se creó el CPCS para  fortalecer la defensa fronteriza contra la Unión Soviética y también para promover la economía local. Sinkiang recibió la categoría de región autónoma el 1 de octubre de 1955. En las últimas décadas, el movimiento independiente del este de Turquestán, el conflicto separatista y la influencia del islamismo radical han provocado disturbios en la región, con ocasionales ataques terroristas y enfrentamientos entre fuerzas separatistas y gubernamentales. Estos conflictos han llevado al gobierno chino a establecer campos de internamiento en la región, intentando forzar a su población musulmana a abandonar la religión a través de la reforma del pensamiento. Investigadores y periodistas han categorizado colectivamente estas medidas como genocidio uigur.
Tiene una compleja composición étnica, pues está habitada por uigures, han, kazajos, tibetanos, hui, tayikos, kirguises, mongoles, rusos y xibe. Más de una docena de prefecturas autónomas y condados para minorías se encuentran en Sinkiang. Sinkiang está dividido en la cuenca de Zungaria en el norte y la cuenca del Tarim en el sur por una cadena montañosa. La cuenca de Zungaria en el norte consiste en el desierto de Gurbantuggut, que está rodeado por una vasta extensión de tierras de pasto tradicionalmente habitadas por pastores móviles. La parte sur de Sinkiang consiste en la cuenca de Tarim, un mar interior seco que ahora forma el desierto de Taklamakán. Aunque en su mayor parte es inhabitable, la cuenca de Tarim también contiene pequeños oasis y corredores fluviales, alimentados por la escorrentía del deshielo de los glaciares y de la nieve de montañas circundantes. Solo alrededor del 9,7 % de la superficie terrestre de Sinkiang es apta para ser habitada por humanos.

## Toponimia
El topónimo mandarín Xinjiang y su equivalente manchú Ice Jecen significan literalmente "Nueva Frontera", nombre dado a la región durante la dinastía Qing, y considerado sinocéntrico por muchos partidarios de su independencia, que prefieren usar nombres históricos o étnicos como Turquestán chino, Turquestán Oriental o Uiguristán. La histórica Ruta de la Seda atravesó el territorio desde el este hasta su frontera noroeste.
Como las otras regiones autónomas, se caracteriza por estar asociada a un grupo étnico minoritario, en este caso, los uigur. La región recibió la condición de "autónomo" cuando se estableció la Región autónoma uigur de Sinkiang el 1 de octubre de 1955. En el censo de 1955, los uigures representaban el 73% de la población de Sinkiang, por lo que la recién creada región autónoma se definió como Región Autónoma Uigur.

## Historia

### Prehistoria
Geográfica y demográficamente, la Región Autónoma Uigur de Sinkiang, en el noroeste de China, pertenece a la parte oriental de Asia Central, separada de Asia Central occidental únicamente por los Pamires y el Hindu Kush. Numerosos y convergentes testimonios arqueológicos, incluidas las famosas momias del Tarim, indican la presencia de poblaciones de tipo europeo en los cementerios situados al oeste del Lob Nor, en Qäwrighul, datados por radiocarbono, y la mayoría de ellos se concentran entre 2100-1500 AEC. 
Comparten muchas similitudes con la cultura Siba (1900-1500 AEC) de Gansu, en el corredor de Hexi. Sin embargo, su principal diferencia es que son más antiguas. Además, la conservación de los cuerpos y de los materiales vegetales ha permitido identificar que estas poblaciones vestían con tejidos vegetales o animales (lana) y tocados de fieltro. Las ofrendas funerarias incluían trigo (que cultivaban) y huesos de ovejas o cabras, bueyes, camellos, gamos y muflones, así como algunas aves, ya que estos animales se criaban o cazaban cerca de los ríos donde se practicaba la pesca. Los objetos metálicos hallados en estos depósitos funerarios son escasos, pero incluyen algunos objetos de cobre puro, mientras que ciertas marcas en objetos de madera indican a los arqueólogos que los excavaron que habían sido trabajados con azuelas de bronce.
Cerca del río Tieban, cerca de Lob Nor, se descubrió un yacimiento similar, también un cementerio, que reveló el cuerpo momificado de una mujer, datado por radiocarbono en 3.800 años (alrededor de 1800 AEC). El cuerpo estaba cubierto de tela. Como los depósitos funerarios no contienen fragmentos de cerámica, es difícil demostrar los vínculos entre estas dos poblaciones de Lob Nor. Sin embargo, el aspecto físico de los cuerpos es de tipo europeo, pero ningún estudioso discute su filiación con el conjunto de las poblaciones esteparias: la cultura Afanasievo (3300/3200-2600/2400) (tercer/segundo milenio a. C.) y Andronovo (segundo milenio a. C.) halladas en las estepas del este de Kazajistán y el suroeste de Siberia. Algunos de los objetos y animales de Qäwrighul presentan características propias de la cultura Afanasievo, al igual que los detalles de la vestimenta y los objetos de metal y la estructura de los cementerios. Todo ello confirma la aportación de las culturas centroasiáticas a China, a través del yacimiento de Tianshanbeilu, también en el este de Sinkiang, y a través del corredor de Hexi, en las culturas Siba y Qijia: en particular, el uso del bronce y el cultivo del trigo, desconocidos en otras partes de China en aquella época.
Diversos estudios paleogenéticos han confirmado que las poblaciones de la cultura Afanasievo tienen genomas notablemente idénticos a los de la cultura Yamna, contemporánea en la estepa europea a varios miles de kilómetros de distancia. Estos resultados sugieren que la cultura Afanasievo es el resultado directo de la migración de un grupo procedente de la cultura Yamna, sin intermediarios ni mezcla con otras poblaciones.
En conjunto, las poblaciones de la Edad del Bronce de Sinjiang muestran una gran diversidad y afinidades genéticas regionales con las poblaciones de las estepas y del noreste de Asia, así como una antigua y profunda conexión siberiana para los individuos Xiaohe de la cuenca del Tarim. Además del vínculo con la cultura Afanasievo, los estudios arqueológicos han revelado vínculos con la cultura Chemurchek (~ 2750 a 1900 a. C.) presente en las montañas Altai. 
Existe, pues, una conexión entre Asia Central y Occidental con Sinkiang a través del corredor montañoso de Asia Interior, que probablemente introdujo plantas importantes para la agricultura, como el trigo y la cebada, y una conexión con Asia Oriental a través del corredor de Hexi, que introdujo el mijo en Sinkiang. La metalurgia también cruzó Sinkiang desde Asia Central hasta Asia Oriental. Las poblaciones de la Edad del Bronce del este de Sinkiang comparten un vínculo cultural con los asiáticos orientales de la región de Gansu y Qinghai (Gan-Qing) en el norte de China.
Durante la Edad de Hierro (EI; ~ 1100 a 200 a. C.), se intensificó la mezcla entre la estepa y el noreste asiático, mostrando las poblaciones del norte y este de Sinkiang más afinidad con las poblaciones del noreste asiático y las del sur de Sinkiang más afinidad con los asiáticos centrales16.Durante este periodo, grupos nómadas de la estepa euroasiática afectaron a distintas regiones de Sinkiang. Uno de estos grupos eran los escitas, una confederación de varias poblaciones, como los tagar, pazyryk y sakas16.En la región, los primeros objetos de hierro aparecieron hacia el 1100 a. C., asociados a los nómadas esteparios conocidos como sakas o escitas.
Las características regionales de algunas poblaciones de Sinkiang, en particular la diferenciación entre el suroeste y el noreste de Sinkiang, sugieren que la Edad del Hierro fue un periodo muy interactivo. A partir del año 200 a. C., la Ruta de la Seda que pasaba por Sinkiang adquirió influencia y facilitó las migraciones de población a través de Eurasia.

### Orígenes genómicos de momias de la Cuenca de Tarim de la Edad de Bronce
Dentro y alrededor de la cuenca de Zungaria, los sitios de pastores Afanasievo (3000-2600 a. C.) y Chemurchek (o Qiemu'erqieke) (2500-1700 a. C.) de la Edad del Bronce Temprano (EBA) se han relacionado plausiblemente con los pastores Afanasievo de la región de Altái Sayan en el sur de Siberia (3150–2750 a. C.), quienes a su vez tienen estrechos lazos genéticos con los Yamnaya (3500–2500 a. C.) de la estepa póntico-caspio ubicada a 3000 km al oeste. Los lingüistas han planteado la hipótesis de que la dispersión de Afanasievo trajo la ahora extinta rama Tocario de la familia de lenguas indoeuropeas hacia el este, separándola de otras lenguas indoeuropeas en el tercer o cuarto milenio a. C. Sin embargo, aunque la ascendencia relacionada con Afanasievo ha sido confirmada entre las poblaciones Zungarianas de la Edad del Hierro (alrededor de 200 400 a. C.), no se conoce suficiente sobre las poblaciones anteriores de Sinkiang y sus posibles relaciones genéticas con los Afanasievo u otros grupos.
Los eruditos han sugerido múltiples hipótesis contrastantes para explicar los orígenes y los elementos occidentales del horizonte Xiaohe, incluida la hipótesis de la estepa de Yamnaya/Afanasievo, la hipótesis del oasis bactriano y la hipótesis de la biogeografía de islas del corredor montañoso asiático interior (IAMC).
La hipótesis de la estepa Yamnaya/Afanasievo postula que las poblaciones EBA relacionadas con Afanasievo en las montañas Altái-Sayan se extendieron a través de la cuenca Zungaria hacia la cuenca Tarim y posteriormente fundaron las comunidades agropastoriles que conforman el horizonte Xiaohe alrededor del año 2000 a. C. Por el contrario, la hipótesis del oasis bactriano postula que la cuenca del Tarim fue inicialmente colonizada por agricultores migratorios del Complejo Arqueológico Bactria-Margiana (BMAC) de los oasis del desierto de Afganistán, Turkmenistán y Uzbekistán a través de las montañas de Central Asia. Mientras que la hipótesis de la biogeografía insular de la IAMC postula de manera similar un origen montañoso de Asia Central para la población fundadora de Xiaohe, pero vinculado a la trashumancia de los agropastores en la IAMC al oeste y al norte de la cuenca del Tarim.

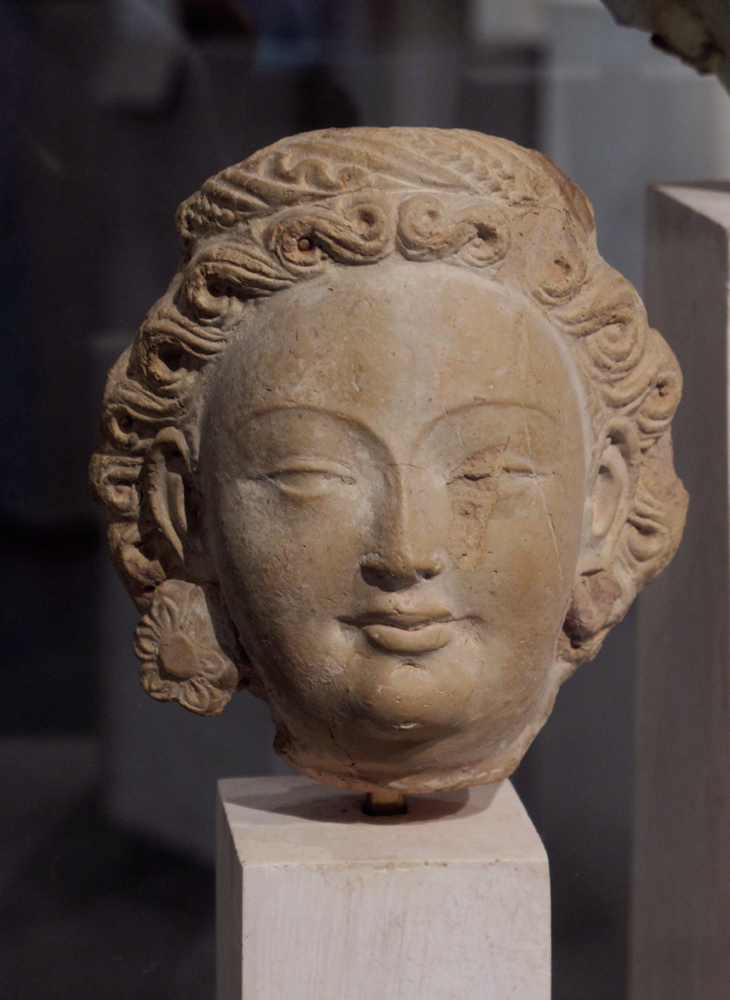
Bodhisattva o devata con pendiente. Arte greco-budista encontrada en. Kasgar, Sinkiang, China en los siglos IV-V. ahora en el. Museo Nacional de Artes Asiáticas de Guimet.

Sin embargo, investigaciones arqueogenómicas recientes han demostrado que las poblaciones de Afanasievo de la Edad del Bronce del sur de Siberia y de IAMC/BMAC de Asia Central tienen perfiles genéticos distinguibles y que estos perfiles también son distintos de los de las poblaciones de cazadores-recolectores pre-agropastoriles en el interior de Asia.
Se ha examinado material esquelético de 33 individuos de la Edad del Bronce de sitios en las cuencas de Zungaria (Nileke, Ayituohan y Songshugou) y Tarim (Xiaohe, Gumugou y Beifang), recuperando con éxito secuencias genómicas antiguas de individuos de EBA Zungaria (3000–2800 a. C.) asignado culturalmente como Afanasievo, y datos de todo el genoma de Individuos Tarim de la Edad del Bronce Medio (EMBA) (2100-1700 a. C.) pertenecientes al horizonte de Xiaohe.
Los individuos de EBA Zungaria de los sitios de Ayituohan y Songshugou cerca de las montañas de Altái están relacionados con los pastores de la estepa EBA Afanasievo de las montañas de Altái-Sayan al norte. Los individuos contemporáneos del sitio Nileke cerca de las montañas Tianshan están ligeramente desplazados hacia los individuos Tarim posteriores.
En contraste con los individuos EBA Zungaria, los individuos EMBA de los sitios orientales de Tarim de Xiaohe y Gumugou forman un grupo compacto cerca de la estepa central anterior a la Edad del Bronce y los individuos siberianos que comparten un alto nivel de Eurasia del Norte antiguo (ANE) ascendencia (por ejemplo, Botai_CA).

### La lucha entre los Xiongnu y la China han
A comienzos de la dinastía Han (206 a. C.-220 d. C.) la región dependía de los Xiongnu, un poderoso pueblo nómada radicado en la actual Mongolia. En el siglo segundo antes de Cristo llegó a la zona Zhang Qian, enviado de los Han, lo que sería el comienzo de varias décadas de enfrentamientos con los xiongnu por el dominio de la región que terminaron con la victoria de los Han. En el año 60 a. C. establecieron el Protectorado de las Regiones Occidentales (西域都護府) en Wulei (烏壘; cerca de la actual Luntai) para supervisar toda la región hasta Pamir.
Durante la usurpación de Wang Mang en China, los estados dependientes del Protectorado se rebelaron y volvieron bajo dominación xiongnu en el año 13 d. C. Durante el siguiente siglo, los Han enviaron varias expediciones a la región, restableciendo el Protectorado durante los periodos 74-76 d. C., 91-107 d. C. y desde el 123 d. C. en adelante. Tras la caída de la dinastía Han (220 d. C.), el protectorado se mantuvo bajo la dinastía Wei y la dinastía Jin Occidental.

### Una sucesión de pueblos
La dinastía Jin Occidental sucumbió ante las sucesivas oleadas invasoras de los nómadas del norte a comienzos del siglo IV. Los siguientes reinos que gobernaron el noroeste de China, Liang Anteriores, Qin Anteriores, Liang Posteriores y Liang Occidentales, intentaron mantener el Protectorado con distinto éxito. Tras la reunificación final del norte de China bajo la dinastía Wei del Norte, el Protectorado abarcaba el tercio suroriental de la actual Sinkiang. Estados locales como Shule, Yutian, Guizi y Qiemo controlaban la mitad occidental, mientras que la zona central en torno a Turpan estaba controlada por los Gaochang, descendientes de los Liang Norteños que un día gobernaran parte de lo que ahora es la provincia de Gansu.

### El jaganato Kökturk

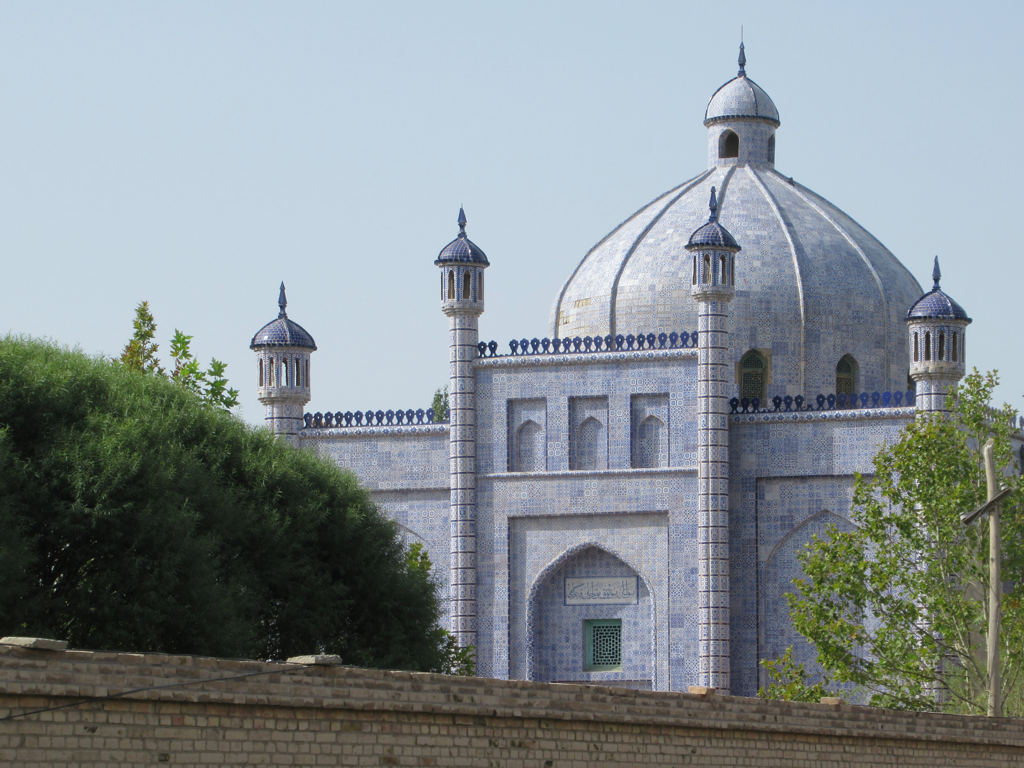
Tumba del Sultán Satuk Bughra Khan, el primer gobernante de Kashgar que se convirtió al Islam.

A finales del siglo V los Tuyuhun y los Rouran empezaron a invadir la región y a hacer valer su poder en las zonas sur y norte de Sinkiang, respectivamente, y el Protectorado chino desapareció una vez más. En el siglo VI, los turcos comenzaron a aparecer en la región de Altái como vasallos de los Rouran, a los que un siglo después derrotarían, estableciendo un vasto imperio que se extendía por la mayor parte de Asia Central, más allá del mar de Aral por el oeste y del lago Baikal por el este. En 583 d. C. este poderoso estado se dividió en dos mitades, la occidental y la oriental, quedando Sinkiang en la mitad occidental. En 609 d. C., bajo la dinastía Sui, China venció a los Tuyuhun, tomando el control de la zona suroriental de Sinkiang.

### La dinastía Tang y los kanatos
La dinastía Tang, establecida en 618, fue una de las más expansionistas de la historia china. A partir del año 620 envió una serie de expediciones contra los turcos, forzando la rendición de los turcos occidentales en 657. Sinkiang fue puesto bajo el Protectorado Anxi (安西都護府; "Protectorado Pacificador del Oeste"). El Protectorado no sobrevivió al declinar de la dinastía en el siglo VIII. Durante la devastadora Rebelión Anshi, Tíbet invadió la China Tang por un amplio frente que abarcaba desde Sinkiang a Yunnan, saqueando la capital en 763 y tomando control del Sinkiang Meridional al final de la centuria. Al mismo tiempo, el kanato uigur tomó control del Sinkiang Septentrional, como también de una gran parte del Asia Central, incluyendo Mongolia.
Tanto el Tíbet como el kanato uigur declinaron a mediados del siglo IX, entrando la zona en una era de fragmentación. El Kanato karajánida controlaba el Sinkiang occidental durante los siglos X y XI mientras que ramas de los uigures se establecieron en el Sinkiang central en esa misma época. En 1132, lo que quedaba de la dinastía Liao de Manchuria entró en Sinkiang huyendo de los violentos ataques de los yurchen. Establecieron un régimen en el exilio, el kanato Jara-Jitai, que unificó el actual Sinkiang durante un siglo.

### La llegada de los mongoles
El Imperio mongol de Gengis Kan conquistó Jara-Jitai en 1218. Tras la desintegración del dominio mongol, Sinkiang fue gobernado por el kanato de Chagatai, uno de los Estados sucesores del imperio. En el siglo XV el kanato de Chagatai se desintegró en los Estados de Gulja, Yarkand y Turfán.
En el siglo XVII los dzungar (oiratos, calmucos) establecieron un imperio sobre gran parte de la región. Los calmucos controlaban una vasta región conocida en Occidente como Gran Tartaria del Imperio calmuco, que se extendía desde la Gran Muralla china hasta el río Don y desde el Himalaya hasta Siberia.

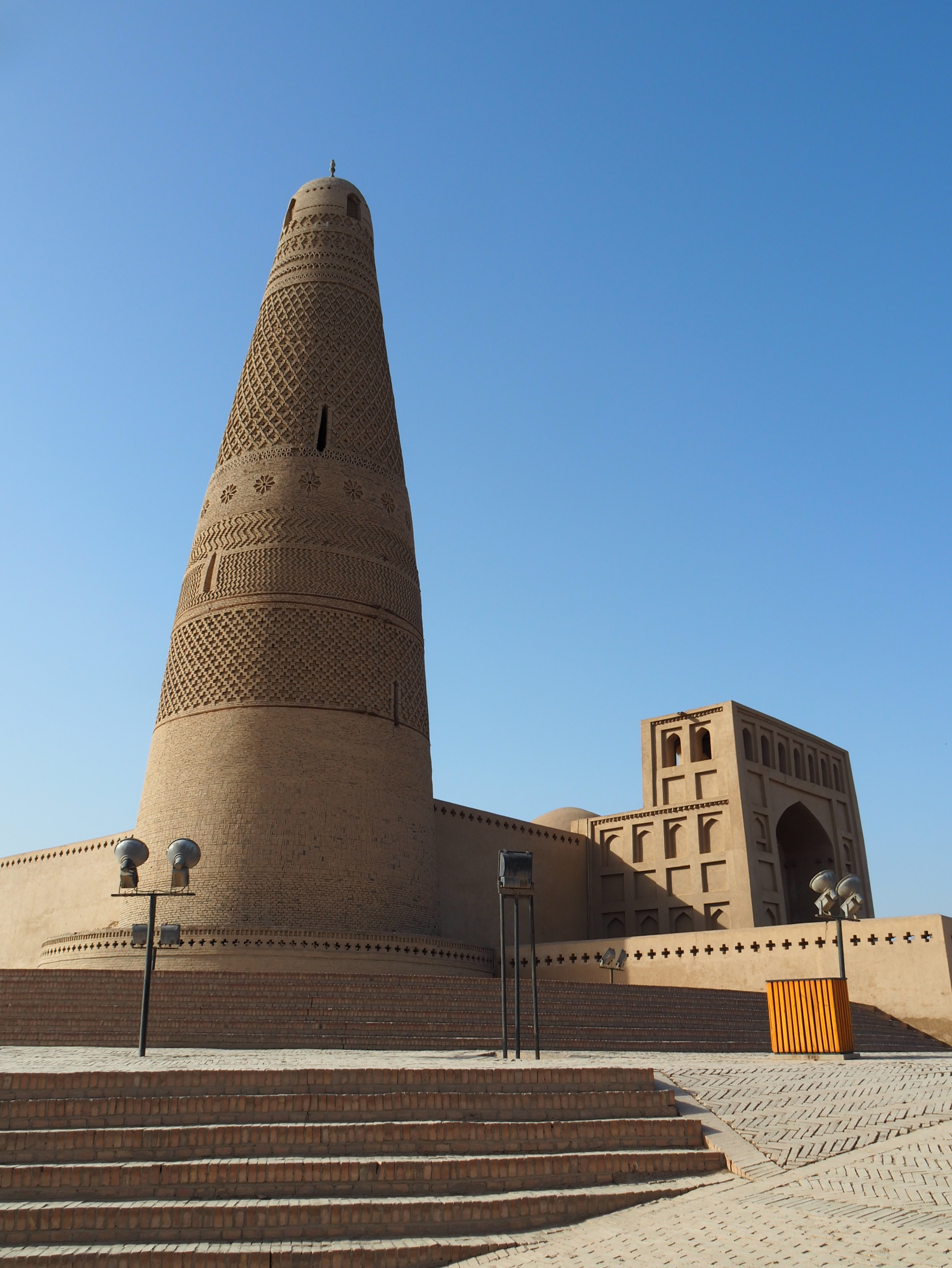
Minarete de Emin terminado en 1778

### Durante la dinastía Qing
El Imperio Qing, establecido por los manchúes, tomó control sobre el Sinkiang Oriental tras la derrota de los dzungar en 1697. En 1755, el Imperio manchú atacó Gulja y capturó al kan de los dzungar. En 1759, una rebelión al sur de las montañas Tian fue sofocada y cimentó el poder manchú sobre Sinkiang. Los manchúes establecieron el cuartel general de la zona en Gulja.
A mediados del siglo XIX, el Imperio ruso comenzó a invadir la China Qing por su frontera norte. En 1864 la mayor parte del Sinkiang noroccidental, hasta el lago Baljash, fue cedida al Imperio ruso por el Tratado de Tacheng. Esta zona constituye actualmente parte de Kazajistán, Kirguistán y Tayikistán. Ese mismo año las rebeliones se sucedieron por todo Sinkiang, incluyendo Kuqa, Jotán, Kasgar, Turfán y otras zonas. En la primavera de 1865, Yakub Beg, señor del vecino kanato de Kokand, entró en Sinkiang vía Kashgar y conquistó casi toda la provincia durante los siguientes seis años. En 1871, Rusia se hizo con el valle del río Ili, incluyendo Gulja. Por entonces, China mantenía solo unos pocos baluartes, incluyendo Tacheng.
El gobierno de Yaqub Beg duró hasta que el general Zuo Zongtang (también conocido como general Tso) reconquistó la región entre 1875 y 1877 para los Qing, que en 1881 recuperaron la región de Gulja. En 1884 se estableció Sinkiang ("Nueva Frontera") como provincia dentro del sistema político chino.

### Provincia de Sinkiang

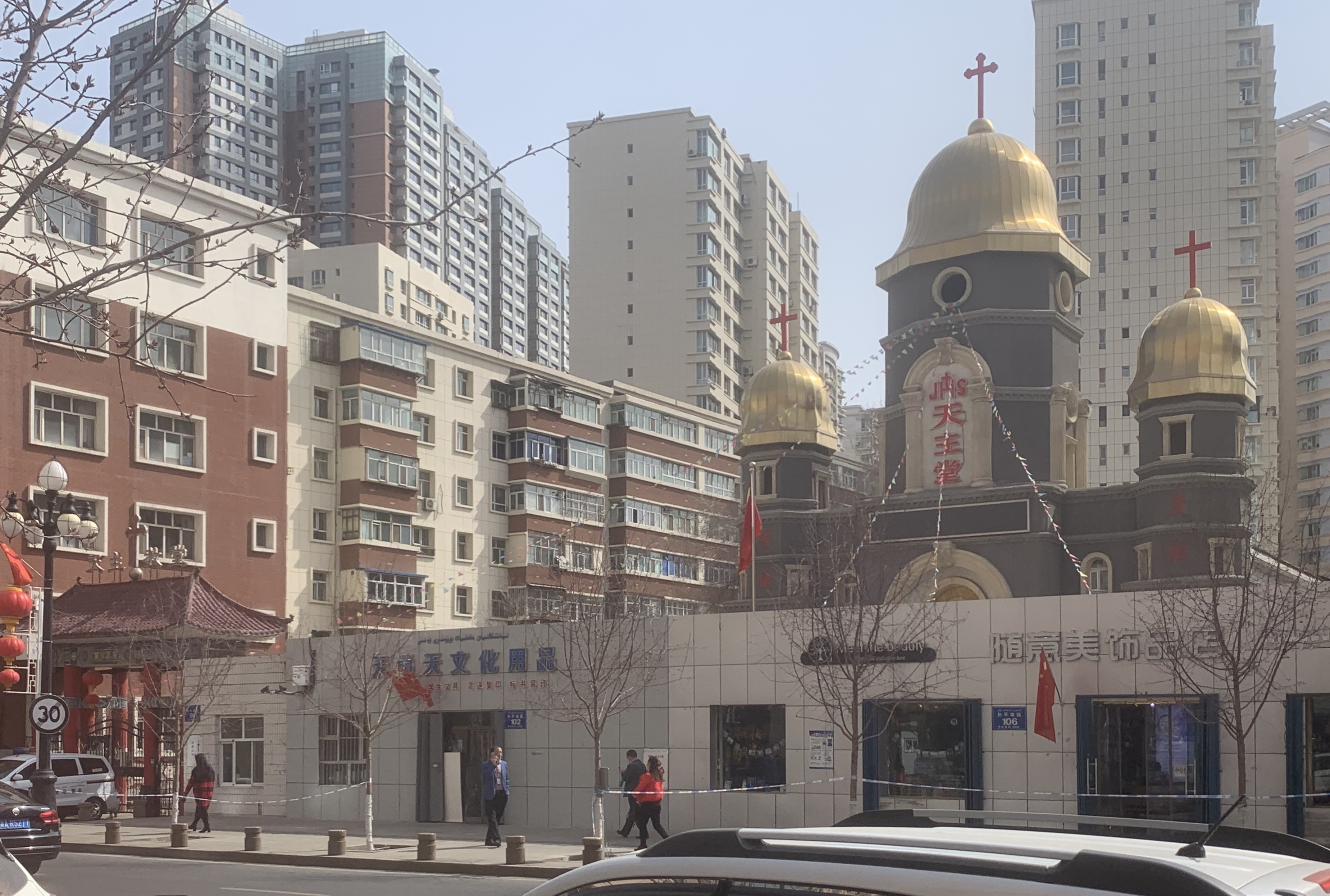
Catedral Católica de la Inmaculada Concepción en Urumqi, se construyó en 1907 y se trasladó a su ubicación actual en 1918, y la iglesia actual se reconstruyó en 1989.

En 1912 finalizó la dinastía Qing y se proclamó la República de China, la cual fue reconocida en Sinkiang. El señor de la guerra Yang Zengxin fue nombrado gobernador de la provincia de Sinkiang por el Kuomintang. Sofocó las revueltas de Aksu y Kumul. Después de esto, se mantuvo bajo control, manteniéndola aislada del resto de la China y de la Unión Soviética hasta su asesinato en el 1928.
Después, el gobierno quedó en manos de Jin Shuren, quien aplicó políticas en favor de los chinos han y en contra de los musulmanes hui, aumentando las tensiones entre estos. También anexionó el Kanato de Kumul (Hami), que hasta entonces era el último kan autónomo de Asia Central. Se enviaron muchos funcionarios y refugiados chinos a la zona, creando una gran agitación que propició el estallido de la revuelta de los uigures el 1931 contra Jin Shuren, liderara por Yulbars Kan y el señor de la guerra hui Ma Zhongying.
Otros grupos de uigures y pueblos turcos se alzaron en contra del control chino influenciados por sentimientos pan-islamistas y pan-turanistes. No obstante, los rebeldes estaban divididos y no hubo ningún movimiento unificado hasta el 1933, cuando se produjo el “Incidente del 12 de abril”. De esta manera, se consolidó la rebelión musulmana y se formó el Gobierno Islámico de Jotán, dirigido por los líderes religiosos y políticos locales que se oponían tanto de la influencia soviética como la china. Con la ayuda de Ma Zhongying, los rebeldes uigurs consiguieron controlar el tercio del sur del país y se proclamó Kasgar la Primera República del Turquestán Oriental.
Por otra parte, Sheng Shicai, un militar que había luchado con Chiang Kai-shek, junto con el soporte de tres mil manchúes que habían estado repatriados por los soviéticos a Sinkiang, dio un golpe de Estado y derribó a Jin Shuren. Como nuevo gobernador de la provincia, pidió ayuda a la Unión Soviética para hacer grente al gobierno de Ma Zhonging. En su retirada, Ma intentó controlar el sur de Sinkiang, pero finalmente en el 1934 se abolió la República del Turquestán Oriental.

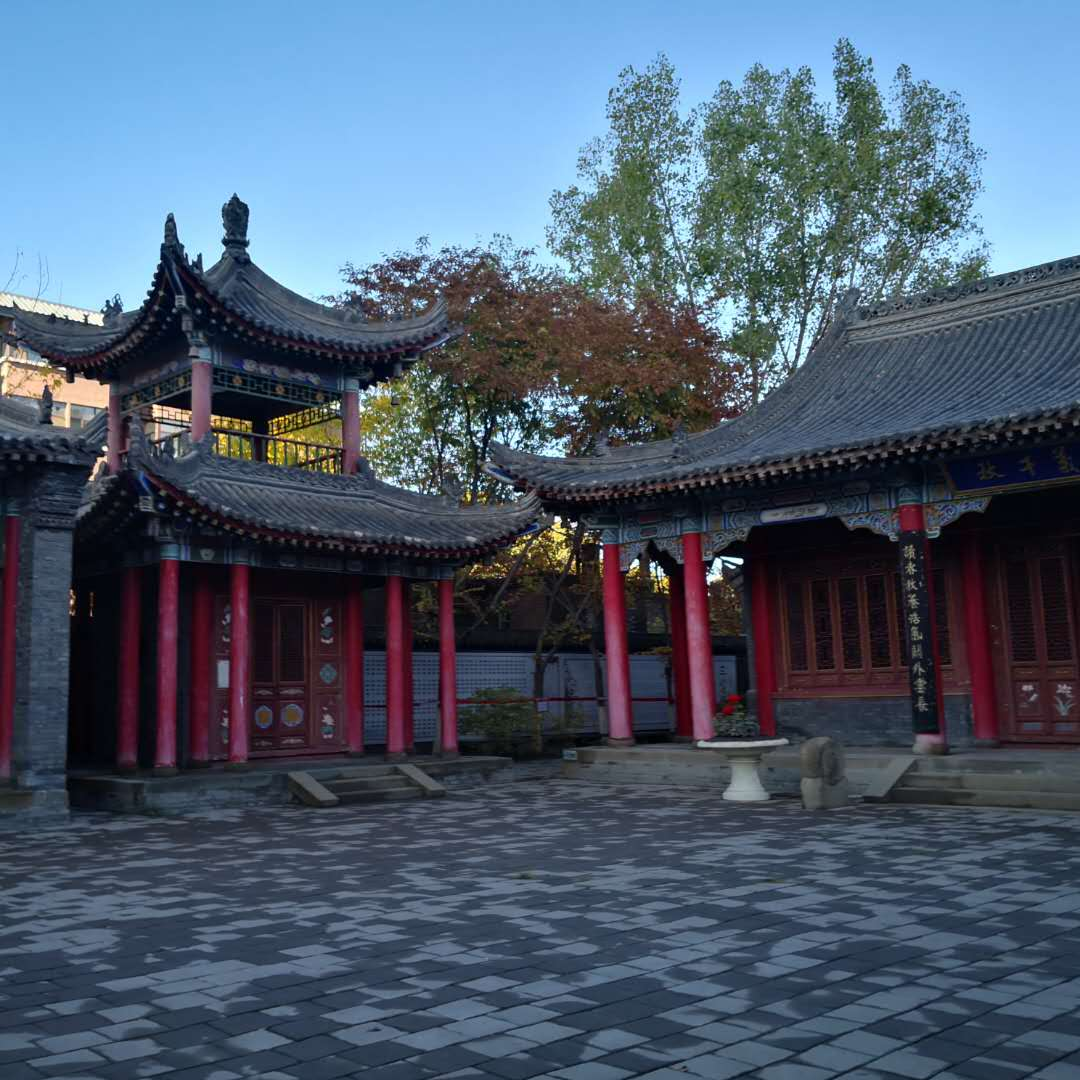
Templo de Confucio en Urumqi que data de 1922

Para mantener la provincia bajo control, aplicó políticas parecidas a las de Yang Zengxin y mantuvo la influencia soviética en el norte de la provincia donde la influencia rusa era muy fuerte. Sin embargo, la oposición del régimen chinos y los movimientos independentistas continuaron clandestinamente. Durante su mandato estalló la rebelión de Ilí, conocida como "Rebelión de los Tres Distritos", haciendo referencia a los distritos de Ilí, Tacheng y Asha (o Altái), liderada por uigures y kazajos influenciados por comunistas soviéticos y chinos. Fue expulsado el Kuomintang de la ciudad de Chulja y se proclamó en el 1944 la Segunda República del Turquestán Oriental. Para mantener el control, las tropas del Kuomintang se retiraron a Dihua (Urumqi) y se comenzó una serie de negociaciones con la nueva República. El Kuomintang se declaraba altamente nacionalista y nombró un nuevo gobernador de la provincia, pero no llegó a tener poder de facto a la zona de los tres distritos.
El 1949, cuando el Partido Comunista de China ganó la guerra civil contra el Kuomintang, la provincia acabó bajo el poder del gobierno comunista en el que se conoce como “liberación pacífica del Sinkiang”. La provincia se rindió del Ejército Popular de Liberación y la República del Turquestán Oriental cayó en manos de la administración comunista. Ocho líderes de la República fueron invitados a Pekín para iniciar unas negociaciones, pero supuestamente su avión se estrelló de camino a la capital. Después de este hecho, se disolvió la república y se incorporó el ejército del Turquestán Oriental al Ejército Popular de Liberación.
La historiografía oficial considera la República del Turquestán Oriental como un paso previo a la “liberación pacífica”, ya que se luchó contra las fuerzas del Kuomintang. No obstante, el pueblo uigur aún hoy lo recuerda como un periodo de independencia que suscita sentimientos anti-han y consideran la entrada del Ejército Popular de Liberación como una invasión. La bandera de la República es hoy día un símbolo de independencia y nacionalismo musulmán.

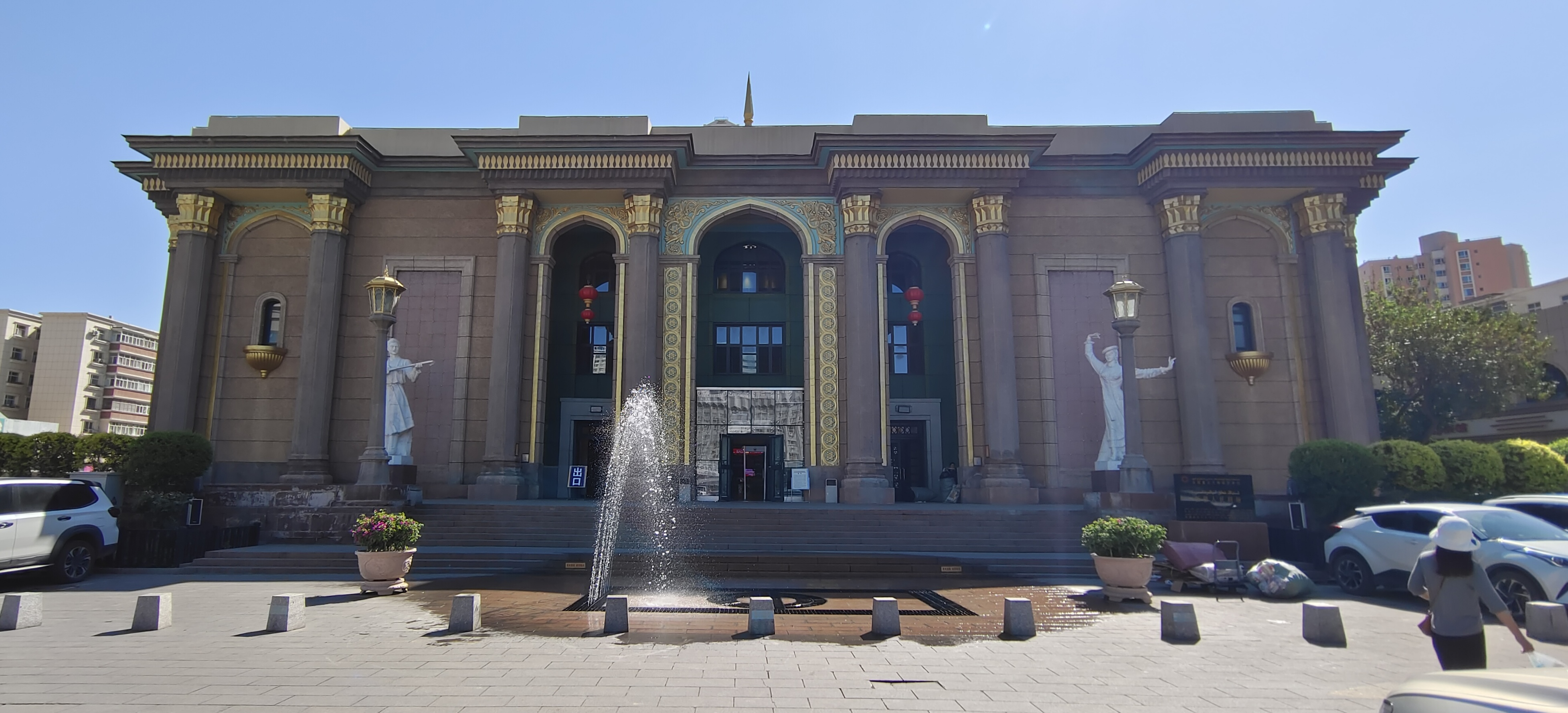
Teatro del Pueblo en Sinkiang inaugurado en 1956

### República Popular China
Cuando el PCCh perdió el control de la provincia en el 1950, se llevaron a cabo medidas en contra de los contrarrevolucionarios y se aplicó la reforma agraria. Se confiscó y se redistribuyó los wafq (las tierras que pertenecían a las mezquitas). También se promovió la migración han a la zona. De esta manera, el PCCh pretendía romper con la estructura social, política y religiosa de la zona para consolidar el comunismo y el dominio de la República Popular de la China en el Sinkiang. Para conseguirlo, se creó el distrito militar de Sinkiang (XKMD, por sus siglas en inglés), un gobierno autoritario y militar formado por han. También se implementó Cuerpo de Producción y Construcción de Sinkiang (CPCS), una administración paramilitar que tenía el control del desarrollo de la economía y de las infraestructuras. Además, el Partido Comunista tuvo cuidado de que en Sinkiang no hubiera relaciones de proximidad con la Unión Soviética, ni que tuviera ninguna influencia sobre la zona. Una vez se declaró la "Región autónoma uigur de Sinkiang" en 1955, el gobierno de Pekín impulsó la economía, la política y la integración social de la región con el resto del país. Entre 1956 y 1976, el Partido Comunista promovió una serie de políticas étnicas nacionalistas para incluir las minorías étnicas musulmanas dentro de la nación china han.
Sin embargo, en el sur de Sinkiang se generó una amplia oposición a la reforma agraria y a la creación de las comunas. En el 1954 se estalló una revuelta a Khotan, liderada por la organización pan-turanista y anti-han Amin. Se produjo diversos levantamientos y, hasta el 1956, el PCCh no pudo mantener el control de la zona. En el 1962 en Yili se produjeron disturbios a causa del sistema de racionamiento y repartimiento de la tierra. Eso provocó un éxodo masivo de kazajos hacia el oeste y el norte. El gobierno chino acusó a la Unión Soviética, debido a la influencia que ejercía sobre el norte de Sinkiang. Este hecho dio pie a la formación de una resistencia anti-han afuera de las fronteras chinas.
Durante la Revolución Cultural (1966-1976), varias organizaciones clandestinas de uigures y kazajos se movilizaron aprovechando el caos que vivía la administración china. La mayor de éstas fue el Partido Revolucionario del Pueblo del Turquestán Oriental, un partido marxista-leninista independentista formado mayoritariamente por uigures bajo la influencia soviética que obtuvo el control de varias zonas de la provincia. El gobierno utilizó la autoridad militar para echar fuera toda influencia soviética y erradicar los movimientos independentistas, ya que, según su versión, estos hechos rompían la “seguridad nacional”. Con este pretexto, el partido podía vigilar la frontera con la URSS, ya que, en estos años de revolución, las relaciones con los soviéticos eran crispadas. El 1969 las autoridades chinas acabaron con uno de los levantamientos al sur de la provincia y el Partido Revolucionario del Pueblo del Turquestán Oriental continuó sus actividades de manera clandestina.

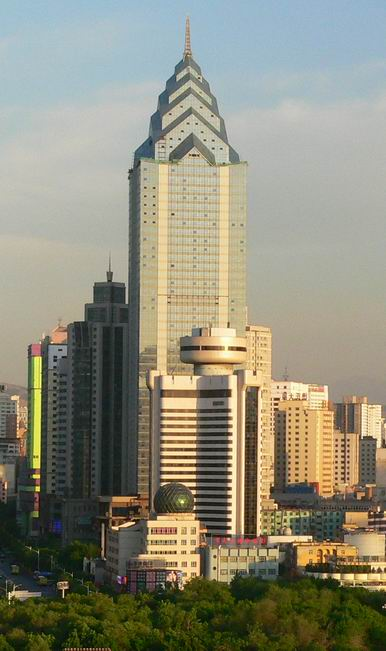
Zhong Tian Plaza rascacielos de 229 metros en Urumqi terminado en 2008, es un símbolo de la modernidad y prosperidad en Sinkiang

### Conflicto en Sinkiang
Las tensiones han continuado en la región ante las aspiraciones independentistas de los uigures y a lo que Amnistía Internacional y Human Rights Watch describen como represión por parte de la cultura Han. Por el contrario, muchos chinos no Han, perciben la política de autonomía étnica de la RPC como discriminatoria contra ellos. Los defensores de la independencia consideran que el gobierno de China sobre Sinkiang es una forma de imperialismo. Estas tensiones han resultado en graves incidentes y choques, como el Éxodo de los Kazajos de Sinkiang (1962), durante el cual 60.000 refugiados huyeron a la Unión Soviética; los disturbios de la ciudad de Baren (5 de abril de 1990) en los que murieron cincuenta personas; el disturbio de Gulja (5 de febrero de 1997) que tuvo como resultado al menos 9 muertos o los autobuses bomba de Ürümqi (25 de febrero de 1997), con 9 muertos y 68 heridos. El 4 de agosto de 2008 murieron al menos 16 personas en Kasgar, supuestamente a manos de grupos separatistas islamistas, según la agencia oficial Xinhua.
En julio de 2009, enfrentamientos interétnicos entre uigures y han causaron casi 160 muertos y más de mil heridos. Las autoridades locales calificaron los disturbios como los peores desde la fundación de la República Popular China, en 1949. El 2 de marzo del 2014 un grupo de desconocidos ingresó portando cuchillos y dagas a la estación de trenes de Kunming, provocando la muerte de 34 personas e hiriendo a más de 140 civiles. El gobierno central de China culpó a miembros de grupos separatistas de Sinkiang.

### Historia reciente
En 2014, los dirigentes del Partido Comunista Chino (PCCh) en Sinkiang iniciaron una guerra popular contra las «tres fuerzas del mal» del separatismo, el terrorismo y el extremismo. Desplegaron doscientos mil cuadros del partido en Sinkiang y lanzaron el programa de emparejamiento de funcionarios y familias. El líder del Partido Comunista Chino, Xi Jinping, no estaba satisfecho con los resultados iniciales de la guerra popular y sustituyó a Zhang Chunxian por Chen Quanguo como secretario del Comité del Partido en 2016. Tras su nombramiento, Chen supervisó el reclutamiento de decenas de miles de agentes de policía adicionales y la división de la sociedad en tres categorías: de confianza, media y de poca confianza. Ordenó a sus subordinados que «tomaran esta represión como el proyecto más importante» y que «se adelantaran al enemigo, que golpearan desde el principio». Tras una reunión con Xi en Pekín, Chen Quanguo celebró un mitin en Ürümqi con diez mil soldados, helicópteros y vehículos blindados. Mientras desfilaban, anunció una «ofensiva aplastante y obliteradora» y declaró que «enterrarían los cadáveres de los terroristas y las bandas terroristas en el vasto mar de la Guerra Popular».

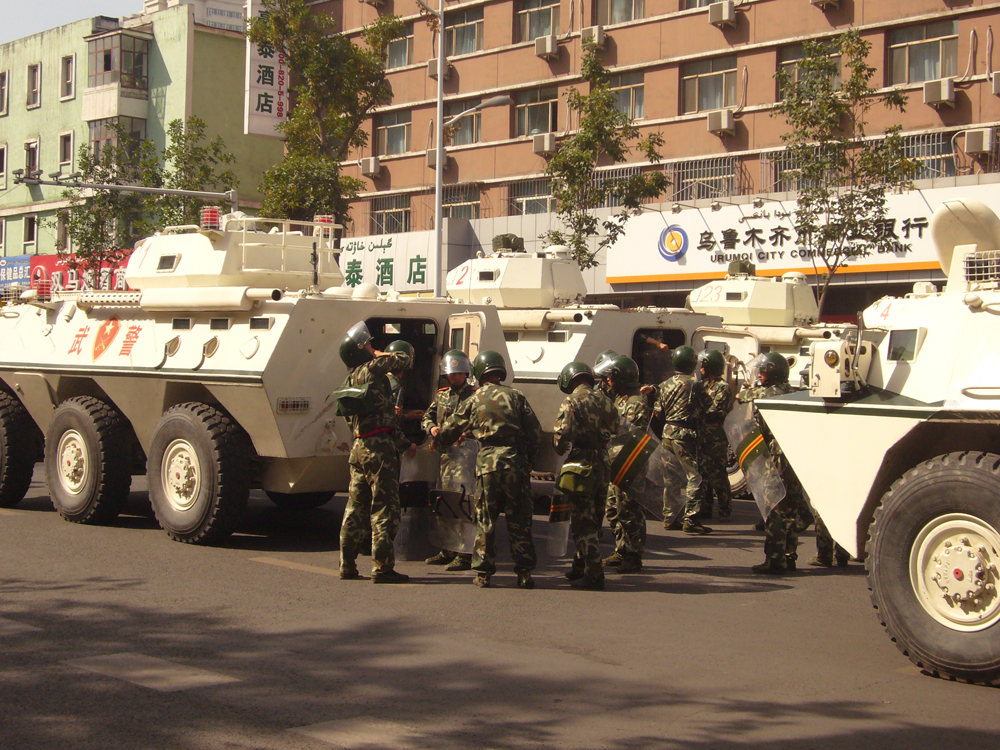
Tanques de la policía durante una protesta contra el gobierno Chino en Urumqi

Las autoridades chinas han operado campos de internamiento para adoctrinar a los uigures y otros musulmanes como parte de la Guerra Popular desde al menos 2017.Los campos han sido criticados por varios gobiernos y organizaciones de derechos humanos por patrones de abuso y maltrato, con varias caracterizaciones que incluyen la de un genocidio perpetrado por el Gobierno chino. En 2020, el secretario general del PCCh, Xi Jinping, dijo: «La práctica ha demostrado que la estrategia del partido para gobernar Sinkiang en la nueva era es completamente correcta".
En 2021, las autoridades condenaron a Sattar Sawut y a Shirzat Bawudun -antiguos directores de los departamentos de Educación y Justicia de Sinkiang, respectivamente- a muerte con una prórroga de dos años por cargos de separatismo y soborno. Una condena de este tipo suele conmutarse por cadena perpetua. Las autoridades afirmaron que Sawut había sido declarado culpable de incorporar contenidos de separatismo étnico, violencia y extremismo religioso en libros de texto en lengua uigur, lo que había influido en varias personas para que participaran en atentados en Urumqi. Dijeron que Bawudun había sido declarado culpable de connivencia con el ETIM y de llevar a cabo «actividades religiosas ilegales en la boda de su hija». Otros tres educadores fueron condenados a cadena perpetua. Chen fue sustituido como secretario del Partido Comunitario para Xinjiang por Ma Xingrui en diciembre de 2021.
Xi Jinping realizó una visita de cuatro días a Sinkiang en julio de 2022, donde Kompas TV había documentado a grupos de uigures dando la bienvenida a su llegada. Xi pidió a los funcionarios locales que hicieran más por preservar la cultura de las minorías étnicas y, tras una inspección del Cuerpo de Producción y Construcción de Sinkiang, elogió los «grandes progresos» de la organización en materia de reforma y desarrollo.  Durante otra visita a Sinkiang en agosto de 2023, Xi dijo en un discurso que la región debía abrirse más al turismo para atraer a visitantes nacionales y extranjeros.

## Subdivisiones

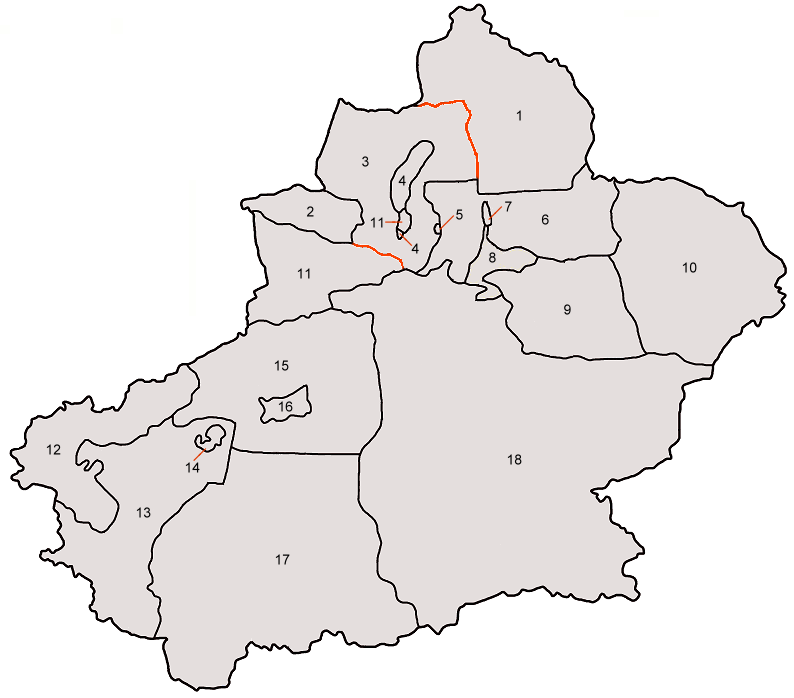
Subdivisiones de Sinkiang.

Sinkiang está dividido en 2 Ciudades de Nivel de prefectura, 7 prefecturas y 5 prefecturas autónomas. Dos de las siete prefecturas forman ahora parte de la prefectura autónoma de Ili. Por debajo de ellas hay 11 sectores, 20 ciudades de nivel de distrito, 62 distritos y 6 distritos autónomos. Cuatro de las ciudades de nivel de distrito no pertenecen a ninguna prefectura y son administradas de facto por el Cuerpo de Producción y Construcción de Sinkiang.

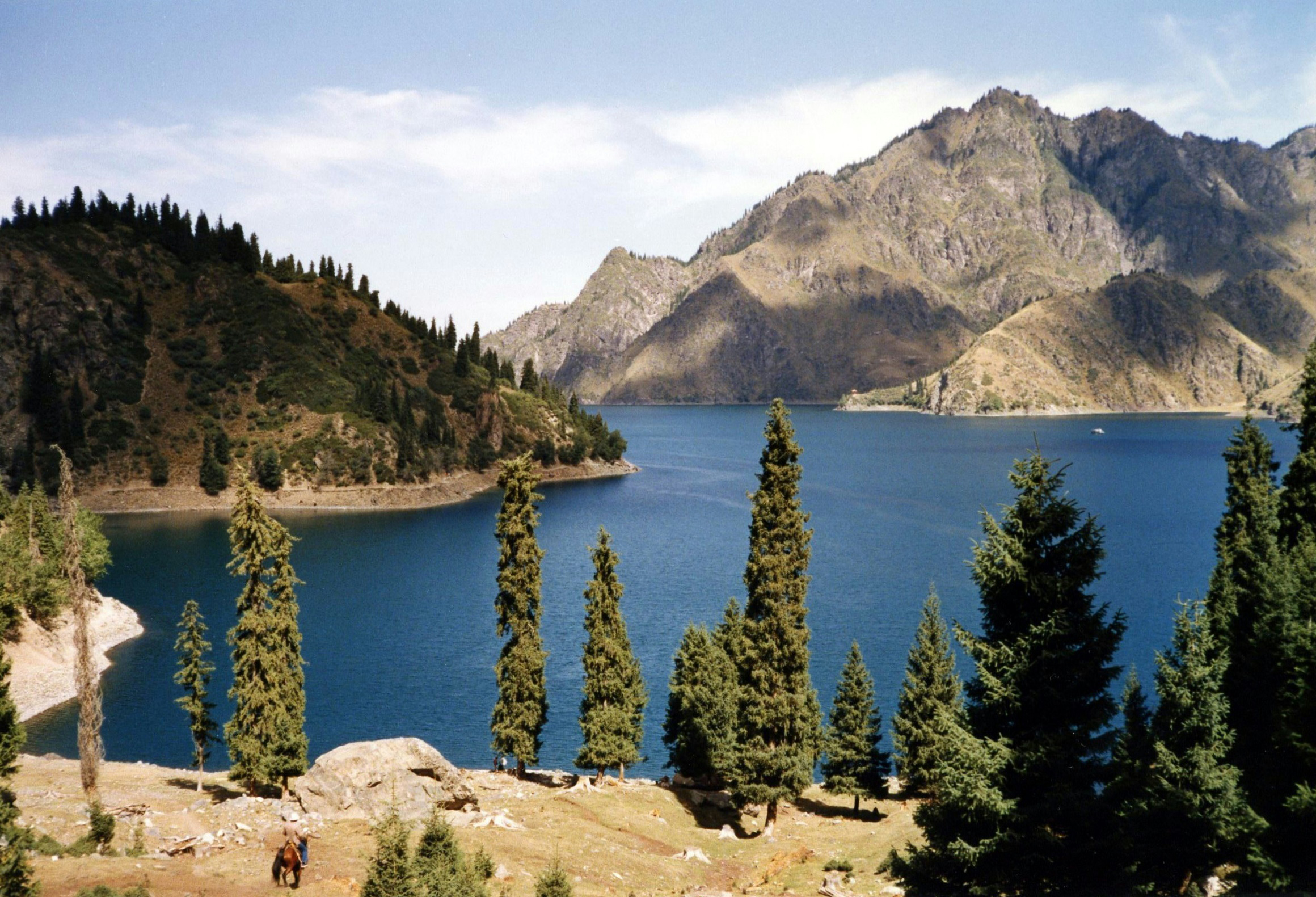
Lago Tianchi.

## Geografía
La región tiene frontera con Rusia, Mongolia, Kazajistán, Kirguistán, Tayikistán, Pakistán y Afganistán. Limita también con las provincias de Gansu, Qinghai y con la región autónoma del Tíbet.
Tiene una extensión de 1.600.000 kilómetros cuadrados, lo que la convierte en la mayor provincia de China, con un sexto del total de su superficie y un cuarto de sus fronteras. Está dividida en dos cuencas por las montañas Tian Shan: la cuenca dzungariana al norte y la del Tarim al sur. Esta cadena montañosa delimita también su frontera con Kirguistán y en ella se encuentra el Paso de Torugart (3752 m).

El punto más bajo de la provincia, que también lo es de la RPC, se encuentra situado a 155 metros bajo el nivel del mar. El más elevado es el K2, con una altura de 8611 metros y situado en la frontera con la región de Cachemira. También se encuentra aquí el punto del planeta más lejano del mar (46° 16.8' N, 86° 40.2' E), en el desierto de Dzoosoton Elisen, a 2648 kilómetros del mar. La carretera del Karakórum une Islamabad, Pakistán, con Kashgar a través del elevado paso de Khunjerab.

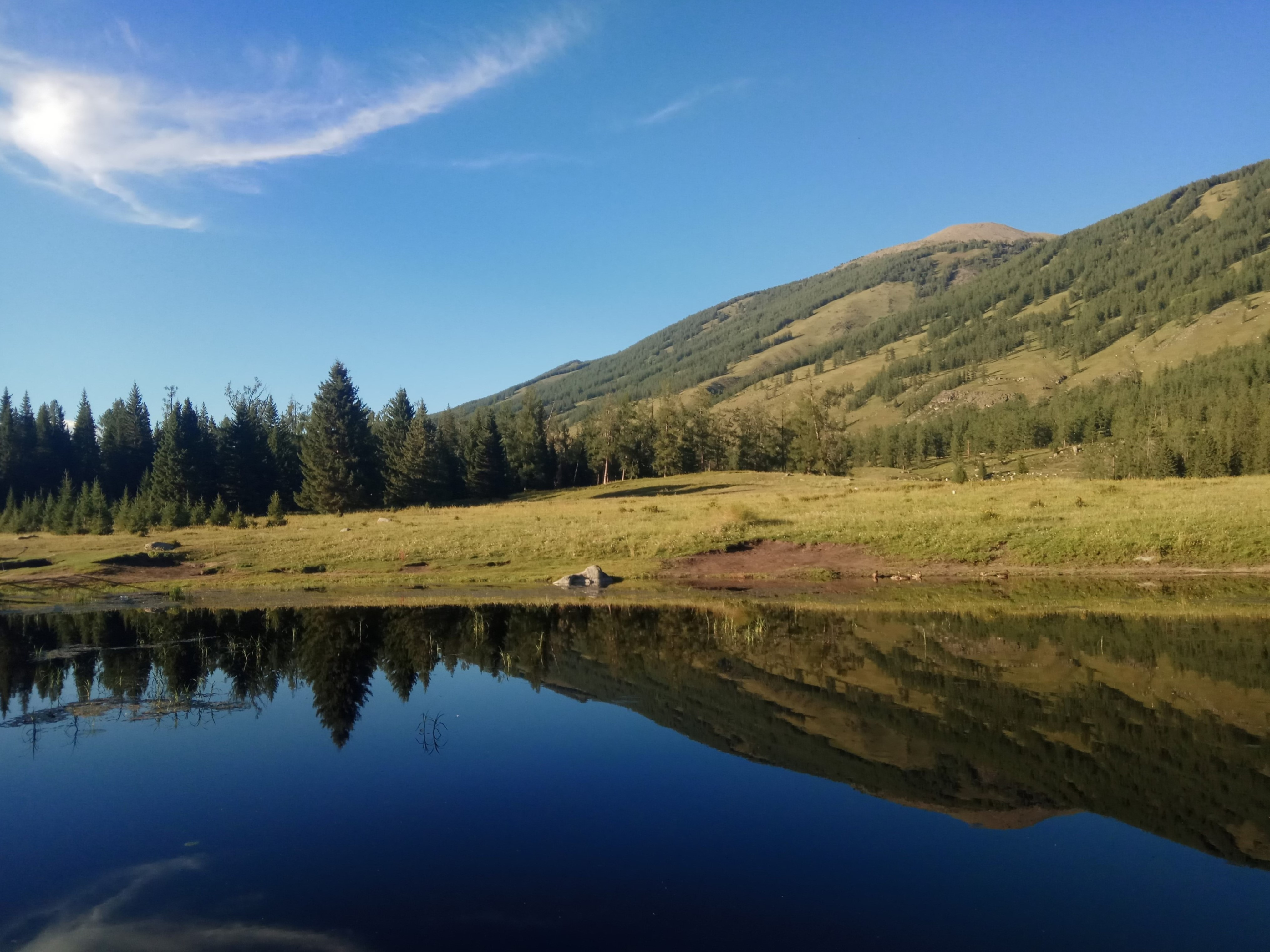
Lago Kanas, Sinkiang

Ciudades importantes:
- Urumqi
- Turfán
- Kashgar
- Karamay
- Khotan
- Yarkand
- Yining
- Shihezi

### Hidrografía

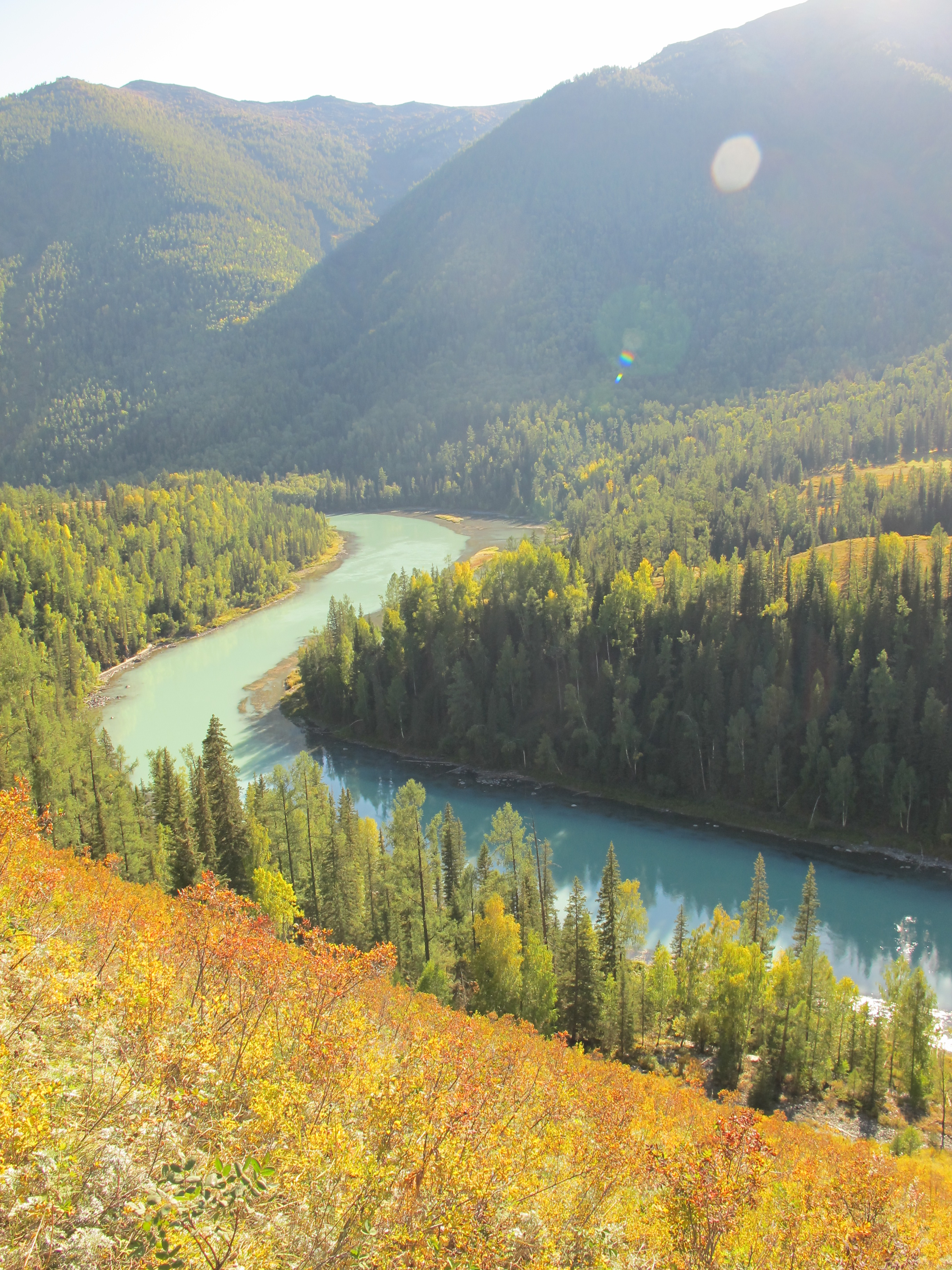
Uno de los numerosos ríos de Sinkiang

Con veranos calurosos y escasas precipitaciones, la mayor parte de Sinkiang es endorreica. Sus ríos desaparecen en el desierto o desembocan en lagos salados (dentro del propio Sinkiang o en el vecino Kazajistán), en vez de correr hacia un océano. La parte más septentrional de la región, con el río Irtysh que nace en los montes Altai y fluye (a través de Kazajistán y Rusia) hacia el océano Ártico, es la única excepción. Pero aun así, una parte importante de las aguas del Irtysh se desviaron artificialmente a través del canal Irtysh-Karamay-Ürümqi hacia las regiones más secas del sur de la cuenca de Dzungarian.
En otros lugares, la mayoría de los ríos de Sinkiang son arroyos comparativamente cortos alimentados por las nieves de las diversas cordilleras del Tian Shan. Una vez que entran en las zonas pobladas de las estribaciones de las montañas, sus aguas se utilizan ampliamente para el regadío, por lo que a menudo el río desaparece en el desierto en lugar de llegar al lago a cuya cuenca pertenece nominalmente. 
Este es el caso incluso del principal río de la cuenca del Tarim, el Tarim, que ha sido represado en varios lugares a lo largo de su curso, y cuyas aguas han sido completamente desviadas antes de poder llegar al lago Lop. En la cuenca de Dzungarian se da una situación similar con la mayoría de los ríos que históricamente desembocaban en el lago Manas. Algunos de los lagos salados, al haber perdido gran parte de su afluencia de agua dulce, se utilizan actualmente de forma extensiva para la producción de sales minerales (utilizadas, por ejemplo, en la fabricación de fertilizantes potásicos); entre ellos se encuentran el lago Lop y el lago Manas.

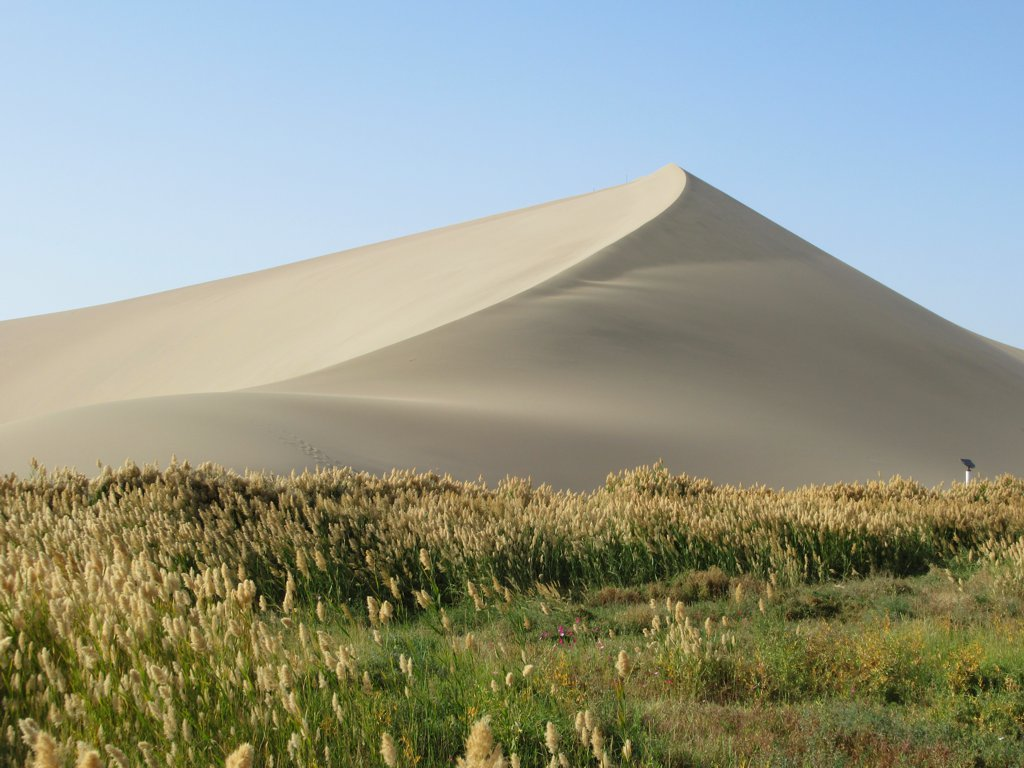
Dunas de Mingsha

### Topografía
El norte está formado por el Dsungarei, mientras que la mayor parte de la región está dominada por la cuenca del Tarim, con el desierto de Taklamakan en su interior. Otro paisaje de cuenca es la Depresión de Turfán, cuyo punto más bajo está a 155 metros por debajo del nivel del mar. Esto hace que el clima sea especialmente cálido, lo que, unido al sistema de regadío de Turpan, hace que Turfan sea famoso por sus uvas. Las cadenas montañosas incluyen el Altun y el Kunlun en el sur, el Tianshan y la cadena de Altai en el norte. La región también tiene partes de las cordilleras del Himalaya, Karakorum y Pamir en el suroeste.
La mayor masa de agua de la zona era el Lop Nor, que se secó debido a la sobreexplotación de los ríos Tarim y Konqi. Los ríos más caudalosos de la zona son o eran el Tarim, el Haedik-gol con sus tramos inferiores Konqi y Kum-darya y el Qarqan, que antaño se unían en el Lop Nor, pero ahora están completamente sobreexplotados y contaminados químicamente. En la actualidad, el lago Bosten es la mayor masa de agua en pie.

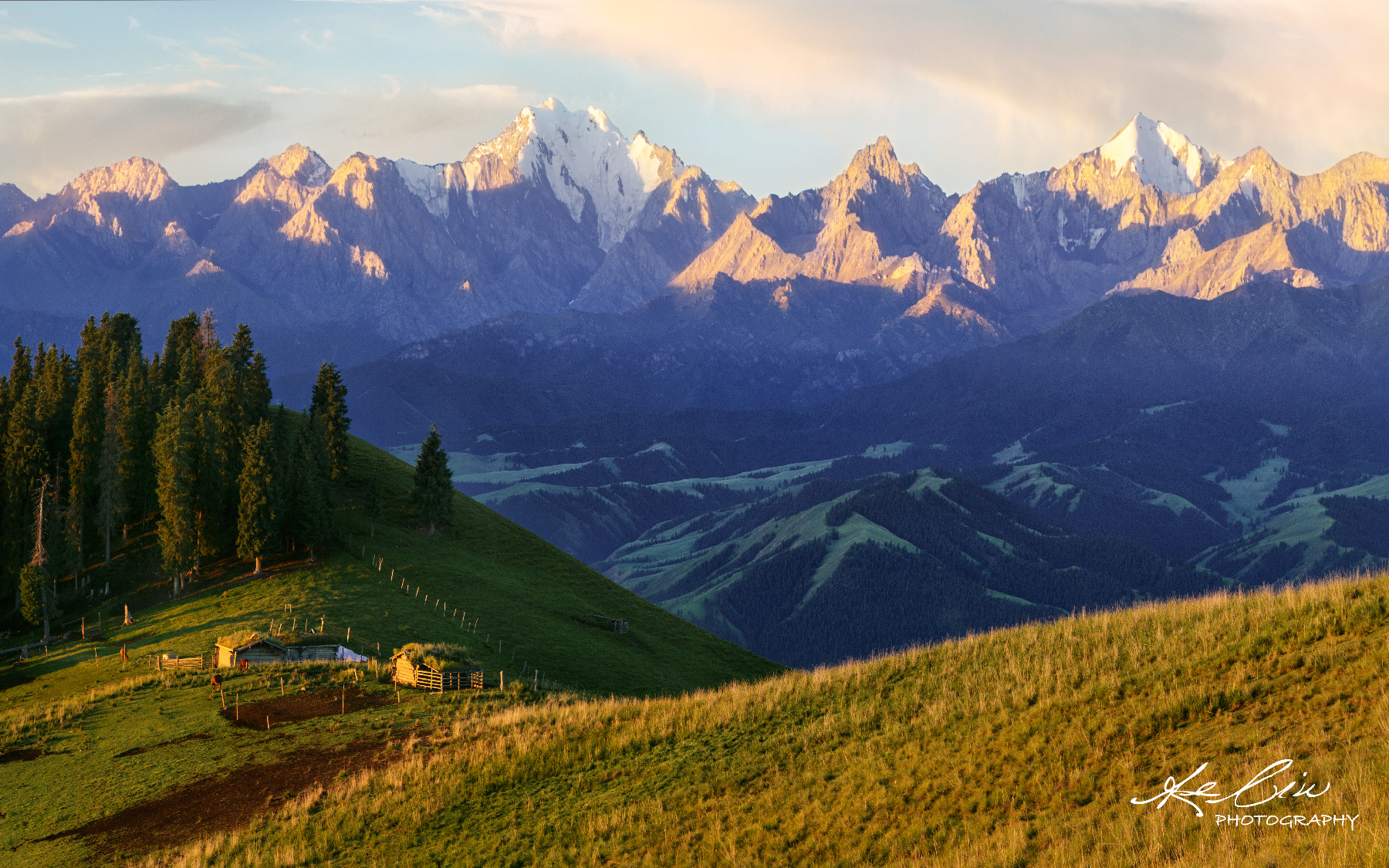
Paisaje montañoso del noreste de Sinkiang cerca de Mongolia

La región se considera propensa a los terremotos. En febrero de 2003, la zona fue sacudida por violentos seísmos de hasta 6,8 grados en la escala de Richter. Al menos 261 personas perdieron la vida y unas 10.000 casas fueron incapaces de resistir las fuerzas. Sin embargo, debido a la lejanía de la región, llega poca información al exterior sobre este tipo de catástrofes.

### Clima
En Sinkiang predomina un clima semiárido o desértico (Köppen BSk o BWk, respectivamente). Toda la región presenta grandes diferencias estacionales de temperatura, con inviernos fríos. La Depresión de Turpan registra a menudo algunas de las temperaturas más altas de todo el país en verano, con temperaturas del aire que superan fácilmente los 40 °C (104 °F). Las temperaturas invernales descienden regularmente por debajo de los -20 °C (-4 °F) en el extremo norte y en las zonas montañosas más elevadas. El 18 de febrero de 2024, se registró una temperatura mínima récord para la región de -52,3 °C.

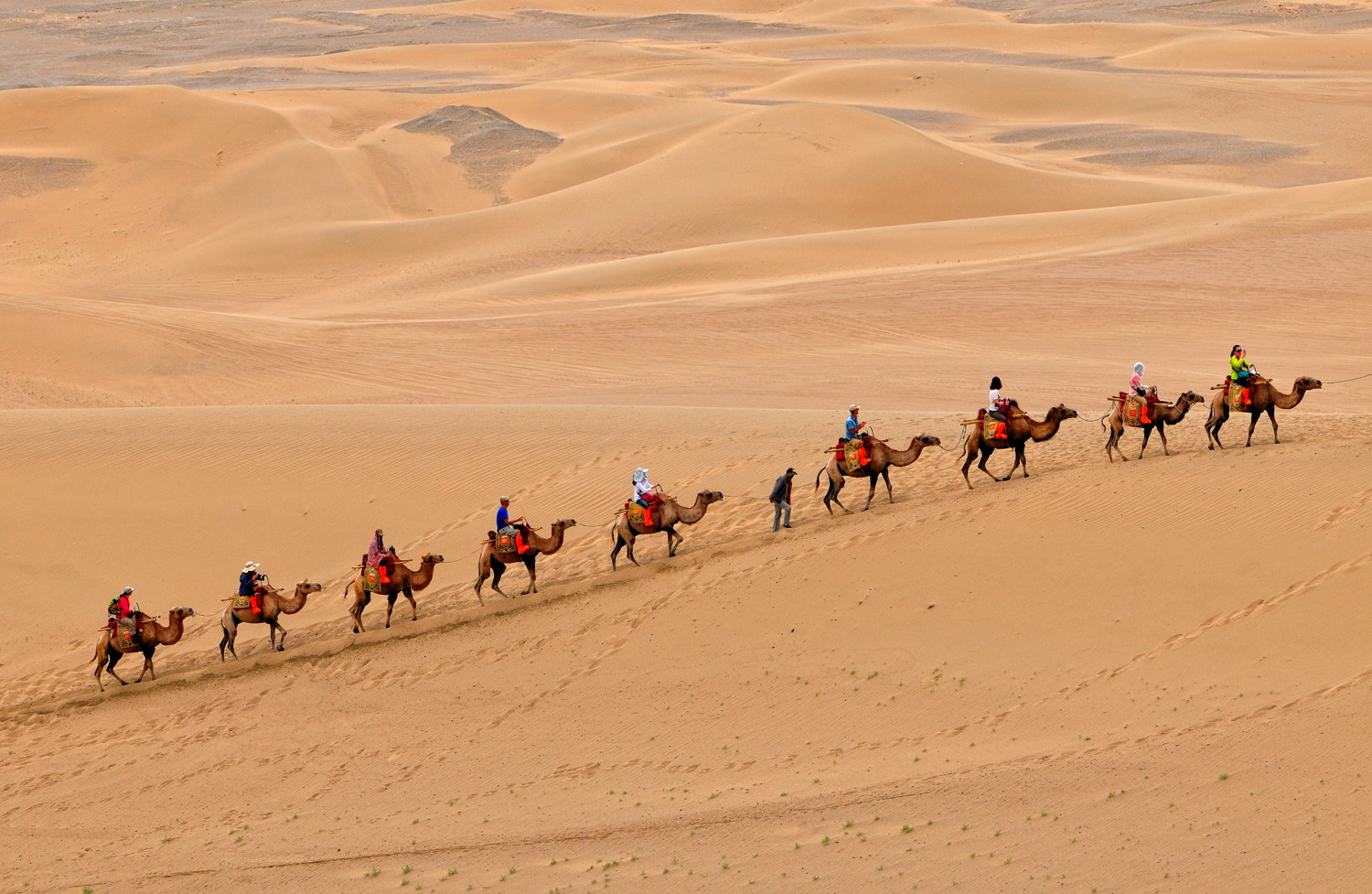
Caravana de Camellos en un desierto de Sinkiang

El hielo permanente se encuentra normalmente en el Tian Shan a partir de los 3.500-3.700 m sobre el nivel del mar. El permafrost alpino discontinuo suele descender hasta los 2.700-3.300 m, pero en ciertos lugares, debido a la peculiaridad del área y el microclima, puede encontrarse a elevaciones tan bajas como los 2.000 m.
Sinkiang está lejos del mar y se encuentra en el interior, con altas montañas a su alrededor. La corriente de aire del océano no es fácil de alcanzar, formando un clima continental templado evidente. La diferencia de temperatura es grande, y el tiempo de sol es suficiente (el tiempo de sol anual alcanza las 2500 ~ 3500 horas). Las precipitaciones son escasas y el clima es seco. La precipitación media anual en Sinkiang es de unos 150 mm, pero la precipitación varía mucho en las diferentes regiones. 
La temperatura en el sur de Sinkiang es más alta que en el norte, y la precipitación en el norte de Sinkiang es más alta que en el sur. En el mes más frío (enero), la temperatura media es inferior a 20 °C bajo cero en el norte de Sinkiang. La temperatura mínima absoluta en el extremo norte de la cuenca alcanzó en una ocasión los 50,15 °C bajo cero, una de las zonas más frías de China. En el mes más caluroso (julio), la temperatura media en Turpan, conocida como «ciudad en llamas», supera los 33 °C, y la temperatura máxima absoluta alcanzó una vez los 49,6 °C, ocupando el primer lugar en China. Debido a la gran diferencia de temperatura diaria en la mayor parte de Sinkiang, siempre se ha dicho que «hay que llevar chaqueta de cuero temprano, llevar hilo al mediodía y comer sandía alrededor de la estufa».

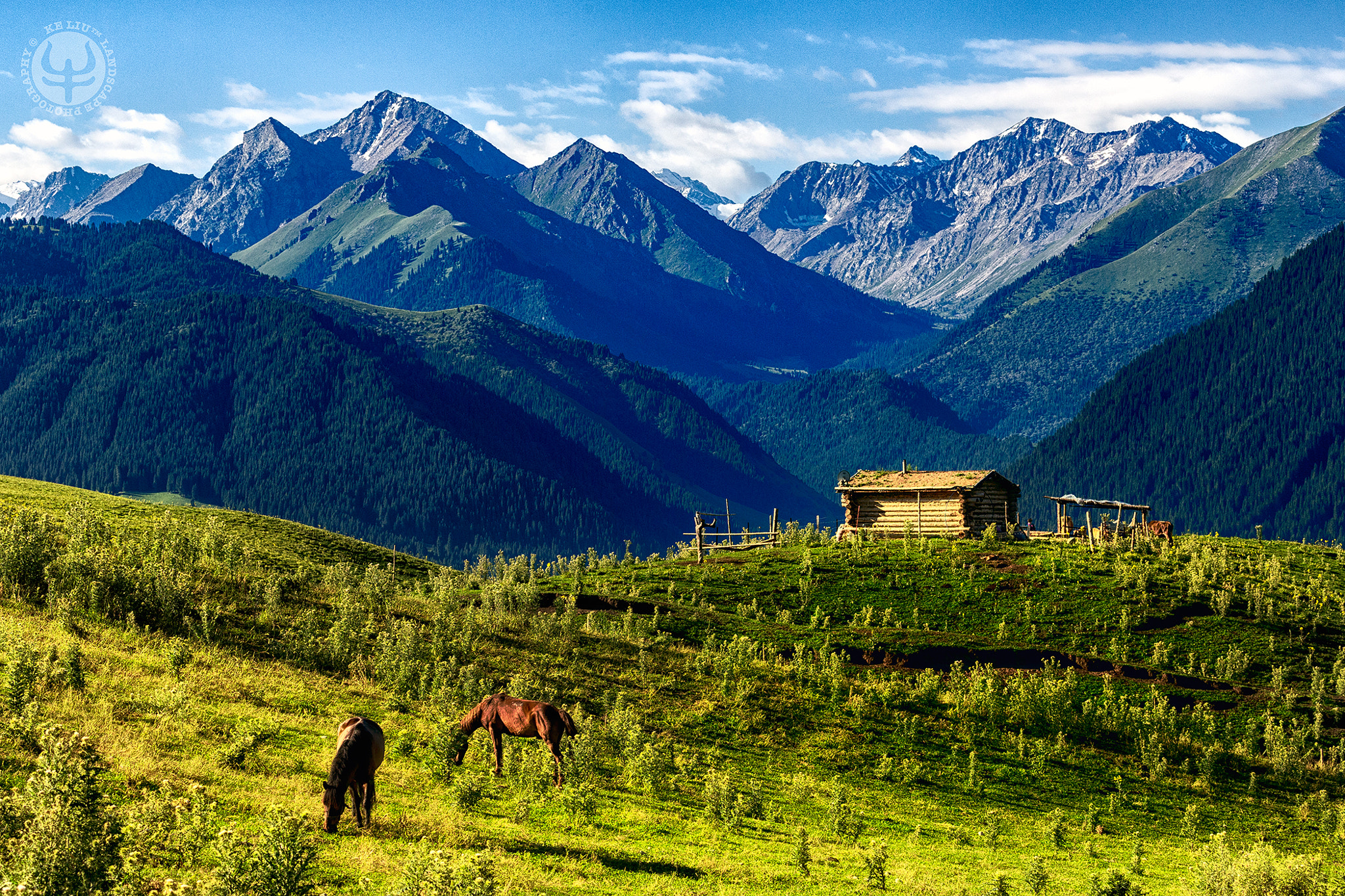
Caballos descansando en las tierras altas de Sinkiang

## Política y Gobierno
La incorporación de Sinkiang a la República Popular China, conocida en la historiografía china como la Liberación Pacífica de Sinkiang, fue la toma de Sinkiang por el Partido Comunista Chino (PCCh) y su Ejército Popular de Liberación (EPL) en los últimos días de la Guerra Civil China. En aquella época, Sinkiang estaba dividido en diez distritos. La República de China controlaba siete distritos y los gobernaba como provincia de Sinkiang, mientras que los otros tres estaban gobernados por la Comisión Económica de los Tres Distritos, formada por los antiguos dirigentes de la Segunda República del Turkestán Oriental.
La región autónoma se estableció el 1 de octubre de 1955. En 1955 (el primer censo moderno de China se realizó en 1953), los uigures representaban el 73% de la población total de Sinkiang, que ascendía a 5,11 millones de habitantes. Aunque Sinkiang en su conjunto se designa como «región autónoma uigur», desde 1954 más del 50% de la superficie terrestre de Sinkiang se designa como zonas autónomas para 13 grupos nativos no uigures. Sin embargo, las fronteras se trazaron de forma que ninguna minoría étnica pudiera ejercer la autonomía en los lugares donde constituían mayoría. Por ejemplo, la prefectura autónoma kazaja de Ili se estableció en una región de mayoría uigur, mientras que a otros municipios y prefecturas de mayoría uigur simplemente se les negó la autonomía.

### Derechos Humanos

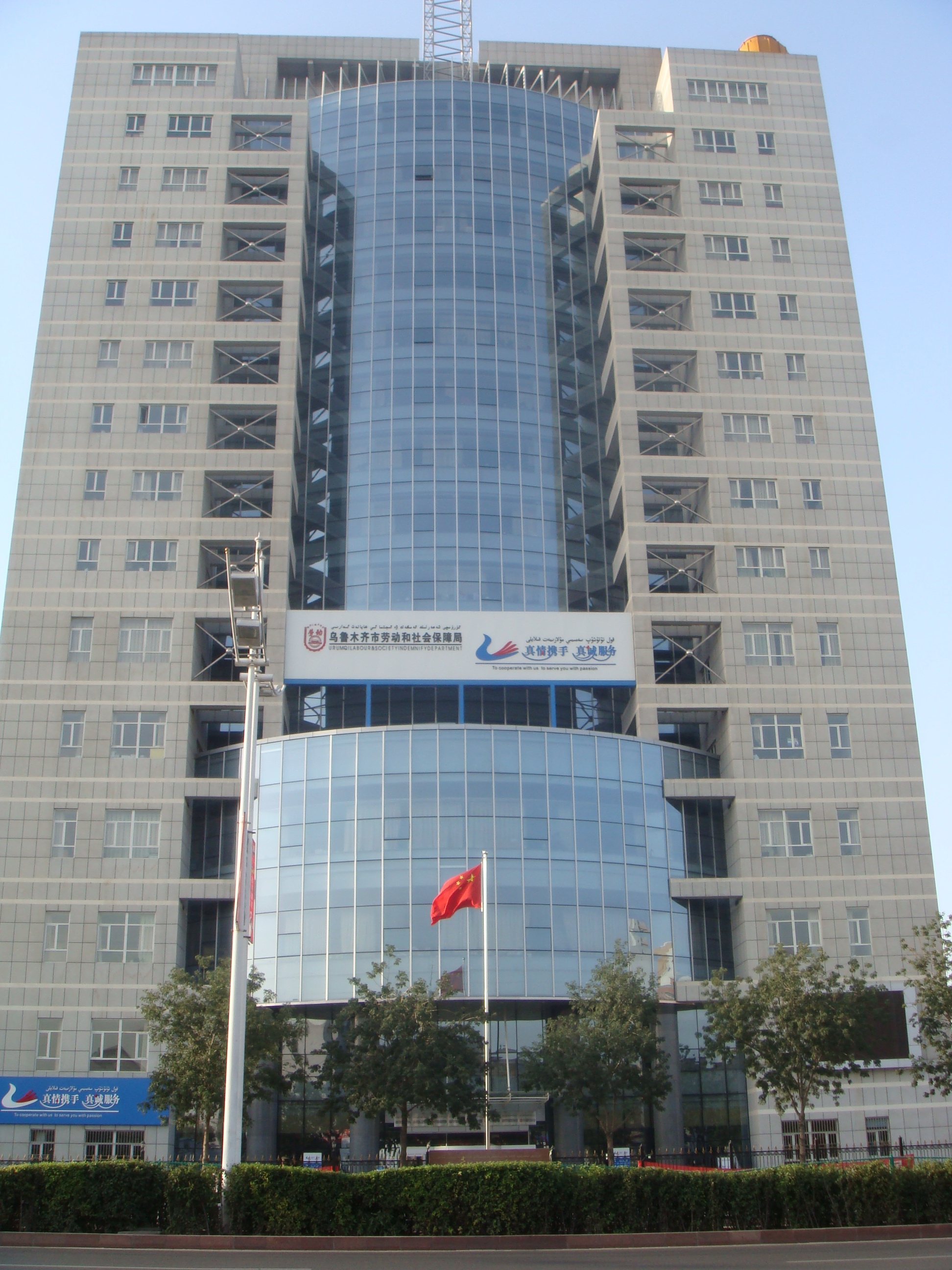
Oficina de Trabajo y Seguridad Social de Urumqi

Human Rights Watch ha documentado la denegación del debido proceso legal y de juicios justos, así como la no celebración de juicios auténticamente abiertos, como exige la ley, por ejemplo, a los sospechosos detenidos tras la violencia étnica en los disturbios de 2009 en la ciudad de Ürümqi.
El gobierno chino, bajo la administración del secretario general del Partido Comunista Chino, Xi Jinping, puso en marcha en 2014 la campaña Golpe Duro contra el Terrorismo Violento, que supuso la detención y vigilancia masivas de personas de etnia uigur; el programa fue ampliado masivamente por Chen Quanguo cuando fue nombrado secretario del PCCh en Sinkiang en 2016. La campaña incluía la detención de 1,8 millones de personas en campos de internamiento, en su mayoría uigures, pero también de otras minorías étnicas y religiosas, para 2020. Una exposición de octubre de 2018 de BBC News afirmaba, basándose en el análisis de imágenes por satélite recopiladas a lo largo del tiempo, que cientos de miles de uigures estaban probablemente internados en los campos, y que estos se están ampliando rápidamente.
En 2019, The Art Newspaper informó de que «cientos» de escritores, artistas y académicos habían sido encarcelados en (lo que la revista calificó como) un intento de «castigar cualquier forma de expresión religiosa o cultural» entre los uigures. China también ha sido acusada de atacar a figuras religiosas musulmanas, mezquitas y tumbas en la región. Algunos observadores han calificado este programa de genocidio, mientras que un informe de la Oficina de Derechos Humanos de la ONU afirmaba que podrían constituir crímenes contra la humanidad.

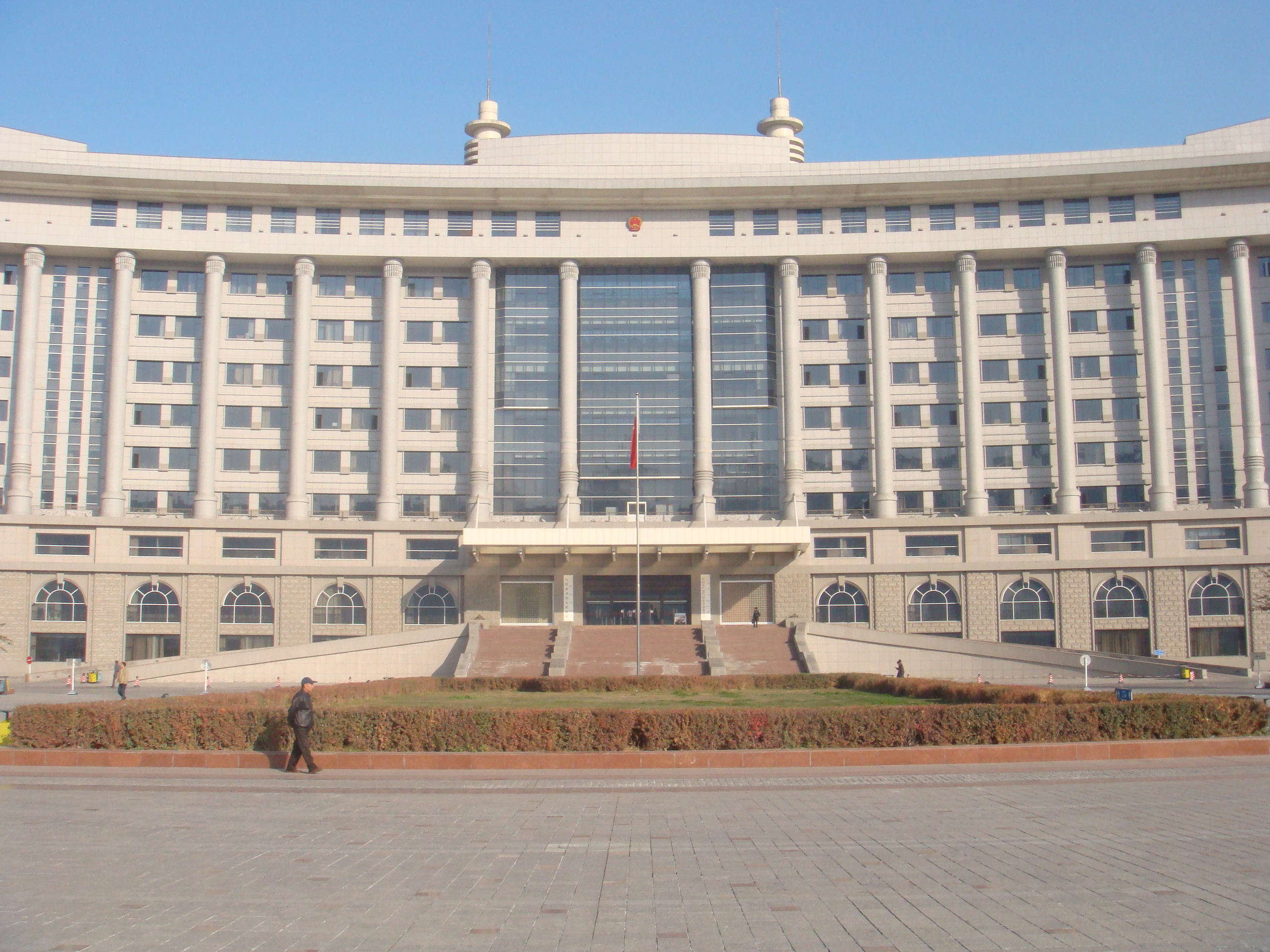
Sede del Ayuntamiento o Alcaldía de Urumqi

El 28 de junio de 2020, Associated Press publicó un informe en el que se afirmaba que el gobierno chino estaba adoptando medidas draconianas para reducir drásticamente las tasas de natalidad entre los uigures y otras minorías musulmanas de Sinkiang, al tiempo que animaba a algunos miembros de la mayoría han del país a tener más hijos. Aunque algunas mujeres ya habían hablado anteriormente sobre el control de natalidad forzoso, la práctica estaba mucho más extendida y era más sistemática de lo que se sabía, según una investigación de AP basada en estadísticas del gobierno, documentos estatales y entrevistas con 30 ex detenidos, familiares y un antiguo instructor de un campo de detención. La campaña de los últimos cuatro años en Sinkiang ha sido calificada por algunos expertos como una forma de «genocidio demográfico». La afirmación de que las tasas de natalidad de los uigures son inferiores a las de otros chinos ha sido rebatida por expertos de Pakistan Observer, Antara, y Detik.com.

### Independentismo
Algunas facciones de Sinkiang, entre las que destacan los nacionalistas uigures, abogan por la creación de un país independiente llamado Turkestán Oriental (también conocido como «Uiguristán»), lo que ha provocado tensiones, conflictos y luchas étnicas en la región.  Las regiones autónomas de China no tienen derecho legal a separarse y el gobierno las considera «parte inseparable de la República Popular China». El movimiento separatista afirma que la región no forma parte de China, sino que fue invadida por el PCCh en 1949 y ha estado ocupada desde entonces. El gobierno chino afirma que la región forma parte de China desde la antigüedad, y ha emprendido campañas de «mano dura» contra los separatistas. El movimiento ha recibido apoyo tanto de grupos extremistas islámicos militantes, como el Partido Islámico del Turkestán, como de grupos de defensa sin conexión con grupos extremistas.
Según el Centro de Estudios de Seguridad de Asia-Pacífico, las dos fuentes principales del separatismo en la provincia de Sinkiang son la religión y la etnia. Desde el punto de vista religioso, la mayoría de los uigures de Sinkiang siguen el islam; en el resto de China, muchos son budistas, taoístas y confucianos, aunque muchos siguen también el islam, como el subgrupo étnico hui de la etnia han, que comprende unos 10 millones de personas. Así pues, la principal diferencia y fuente de fricción con el este de China son las diferencias étnicas y doctrinales religiosas que los diferencian políticamente de otras minorías musulmanas del resto del país.

## Economía

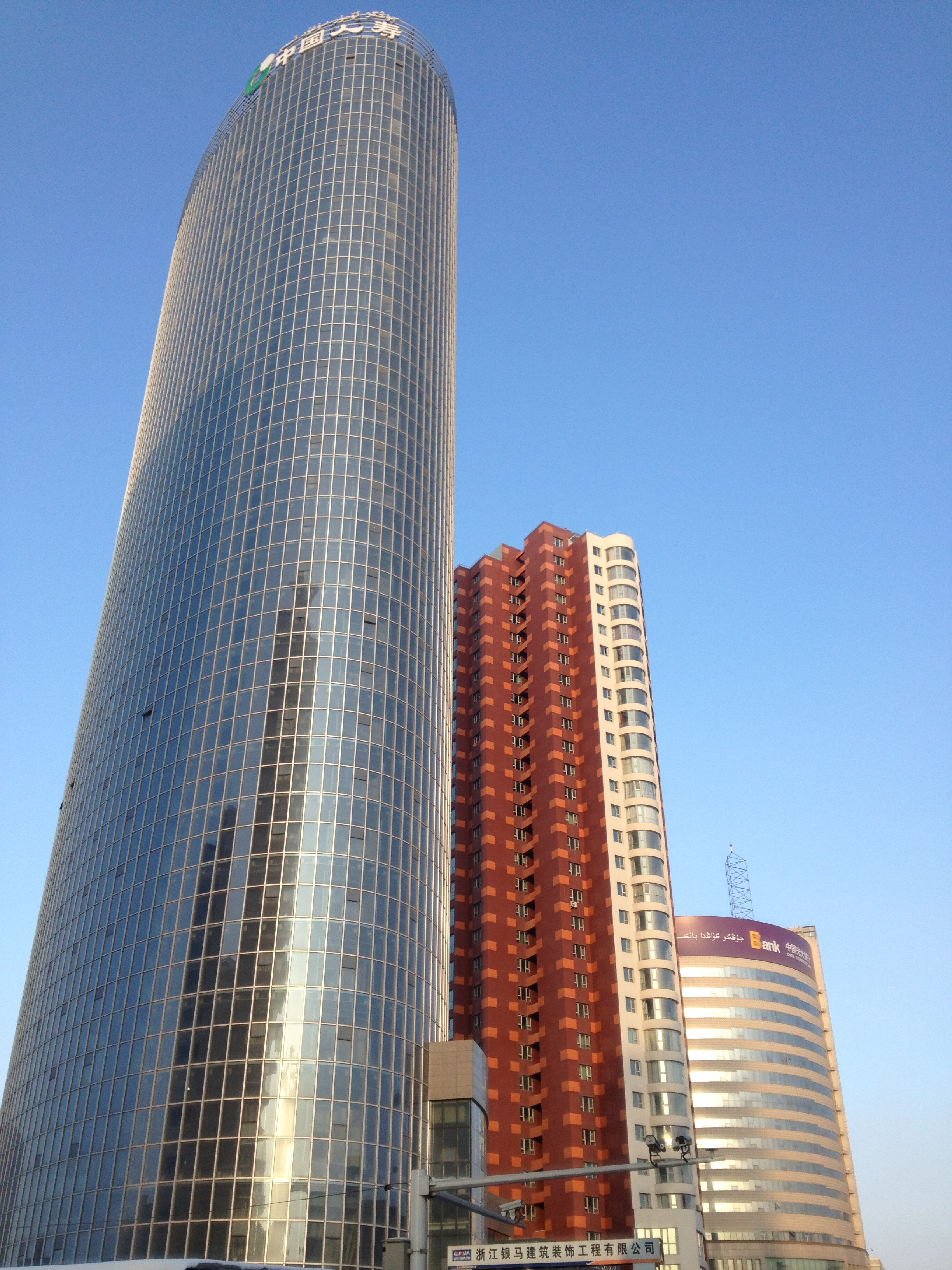
Edificios de Oficinas en el distrito de Shuimogou, China

Sinkiang es conocida por sus frutas, especialmente uvas y melones. También produce algodón, trigo, seda y nueces. Destaca la crianza de ganado bovino. Hay importantes depósitos de minerales y de petróleo.
El producto interior bruto (PIB) fue aproximadamente de 187.000 millones de RMB en 2003, que se incrementaron hasta los 220.000 millones gracias a la política de desarrollo de China Occidental introducida por el Consejo de Estado. La renta per cápita en 2003 fue de 9.710 RMB.
La industria de extracción de petróleo y gas en Aksu y en Karamay experimentará un gran auge debido al proyecto de gasoducto y oleoducto hasta Shanghái.
En 2004, Sinkiang exportó por valor de 3,047 mil millones de dólares mientras que las importaciones ascendieron a 2,589 mil millones de dólares. La mayor parte del volumen de importaciones y exportaciones se dirige a y desde Kazajistán a través del Paso de Ala. La primera frontera de libre comercio de China fue establecida en la ciudad de Horgos (Zona de libre comercio de Horgos). Horgos es el mayor puerto terrestre de la China occidental y tiene fácil acceso a los mercados de Asia Central. En 2006, se abrirá un segundo paso hacia Kazajistán, la zona comercial de la frontera de Jeminay.

## Demografía
En Sinkiang hay varios grupos túrquicos musulmanes, como uigures y kazajos. Otros grupos minoritarios son los hui, kirguises, mongoles, rusos, xibe, tayikos, uzbekos, tártaros y manchúes.

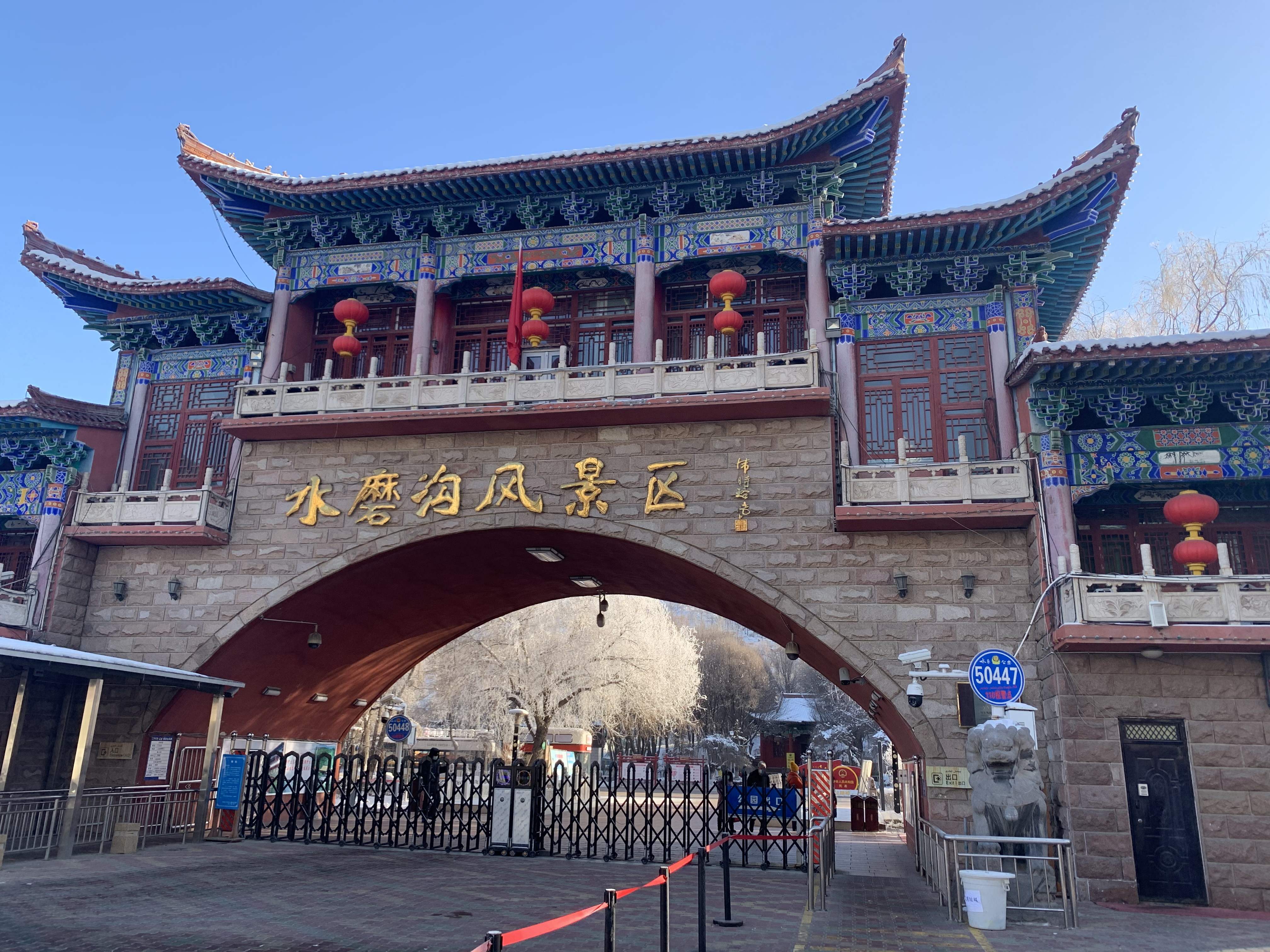
Puerta de la zona recreativa de Shuimogou, Sinkiang, China

El porcentaje de la etnia han ha aumentado desde el 6% en 1949 hasta el actual 40%, según los datos oficiales. Este dato no incluye al personal militar ni a sus familias ni a los muchos trabajadores inmigrantes no registrados. Una gran parte de esta transformación puede ser atribuida al Cuerpo de Producción y Construcción de Sinkiang, una organización semi-militar de colonos que ha construido granjas, pueblos y ciudades en diversas partes de la provincia. Esta transformación demográfica es vista por algunos como una amenaza para el mantenimiento de la cultura de los uigures y otras etnias distintas de la han, de manera similar a lo que ocurre en el Tíbet.
| Grupos étnicos de Sinkiang, censo de 2000 | Grupos étnicos de Sinkiang, censo de 2000 | Grupos étnicos de Sinkiang, censo de 2000 |
| Nacionalidad                              | Población                                 | Porcentaje                                |
| ----------------------------------------- | ----------------------------------------- | ----------------------------------------- |
| Uigures                                   | 8.345.622                                 | 45,21                                     |
| Han                                       | 7.489.919                                 | 40,58                                     |
| Kazajos                                   | 1.245.023                                 | 6,74                                      |
| Hui                                       | 839.837                                   | 4,55                                      |
| Kirguises                                 | 158.775                                   | 0,86                                      |
| Mongoles                                  | 149.857                                   | 0,81                                      |
| Dongxiang                                 | 55.841                                    | 0,30                                      |
| Tayikos                                   | 39.493                                    | 0,21                                      |
| Xibe                                      | 34.566                                    | 0,19                                      |
| Manchúes                                  | 19.493                                    | 0,11                                      |
| Tujia                                     | 15.787                                    | 0,086                                     |
| Uzbekos                                   | 12.096                                    | 0,066                                     |
| Rusos                                     | 8.935                                     | 0,048                                     |
| Miao (Hmong)                              | 7.006                                     | 0,038                                     |
| Tibetanos                                 | 6.153                                     | 0,033                                     |
| Zhuang                                    | 5.642                                     | 0,031                                     |
| Daur                                      | 5.541                                     | 0,030                                     |
| Tártaros                                  | 4.501                                     | 0,024                                     |
| Salar                                     | 3.762                                     | 0,020                                     |

No incluye a los miembros del Ejército Popular de Liberación (EPL) en servicio activo.

Fuente: Departamento de Estadística de Población, Social, Científica y Tecnológica de la Oficina Nacional de Estadística de China (国家统计局人口和社会科技统计司) y Departamento de Desarrollo Económico de la Comisión Estatal China de Asuntos Étnicos (国家民族事务委员会经济发展司), ed. Tabulación de Nacionalidades del censo de población de 2000 de China (《2000年人口普查中国民族人口资料》). 2 vols. Pekín: Editorial de las Nacionalidades (民族出版社), 2003. (ISBN 7-105-05425-5)

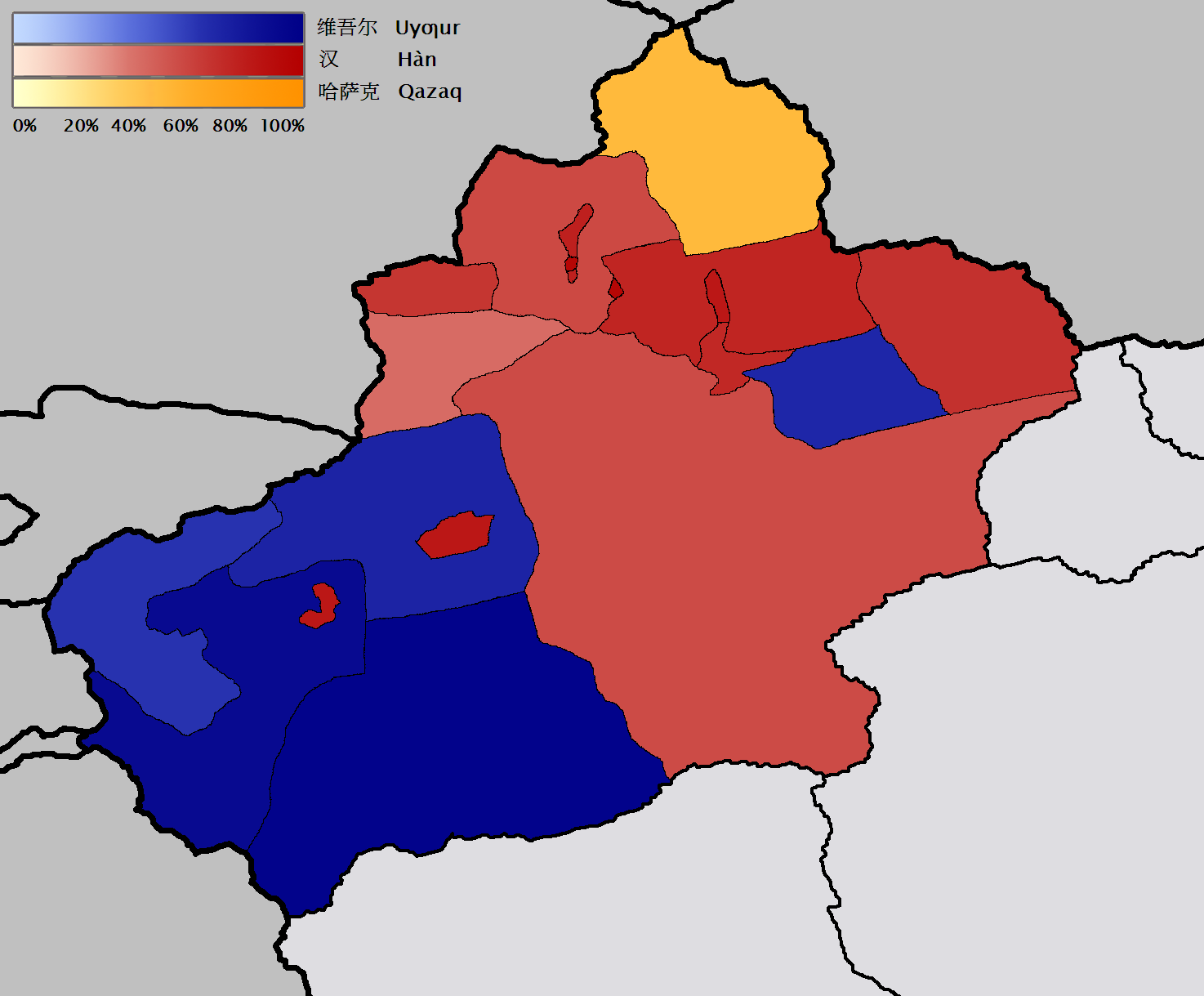
Mapa de Sinkiang indicando la nacionalidad principal en cada prefectura.

En general, los uigures son la etnia mayoritaria en la parte occidental de Sinkiang, incluyendo las Prefecturas de Kashgar y Khotan, la Prefectura Autónoma Kirguís de Kizilsu y Aksu, así como en la Prefectura de Turfán, en el Sinkiang oriental. Los han son la etnia mayoritaria en el Sinkiang oriental y septentrional, incluyendo las ciudades de Urumqi, Karamay, Shihezi y las Prefecturas de Changji, Börtala, Bayin'gholin, Ili (especialmente la ciudad de Kuitun) y Kumul. Los kazajos se concentran principalmente en la Prefectura de Ili, en el norte de Sinkiang.
| Grupos étnicos principales en Sinkiang por regiones, censo de 2000 | Grupos étnicos principales en Sinkiang por regiones, censo de 2000 | Grupos étnicos principales en Sinkiang por regiones, censo de 2000 | Grupos étnicos principales en Sinkiang por regiones, censo de 2000 | Grupos étnicos principales en Sinkiang por regiones, censo de 2000 |
|                                                                    | Uigures                                                            | Han                                                                | Kazajos                                                            | Otros                                                              |
| ------------------------------------------------------------------ | ------------------------------------------------------------------ | ------------------------------------------------------------------ | ------------------------------------------------------------------ | ------------------------------------------------------------------ |
| Sinkiang                                                           | 45.2%                                                              | 40.6%                                                              | 6.7%                                                               | 7.5%                                                               |
| C.N.P. de Urumqi                                                   | 12.8%                                                              | 75.3%                                                              | 2.3%                                                               | 9.6%                                                               |
| C.N.P. de Karamay                                                  | 13.8%                                                              | 78.1%                                                              | 3.7%                                                               | 4.5%                                                               |
| P. de Turfán                                                       | 70.0%                                                              | 23.3%                                                              | <0.1%                                                              | 6.6%                                                               |
| P. de Kumul                                                        | 18.4%                                                              | 68.9%                                                              | 8.8%                                                               | 3.9%                                                               |
| P.A. de Changji + C.D.A.N.D. de Wujiaqu                            | 3.9%                                                               | 75.1%                                                              | 8.0%                                                               | 13.0%                                                              |
| P.A. Mongol de Börtala                                             | 12.5%                                                              | 67.2%                                                              | 9.1%                                                               | 11.1%                                                              |
| P.A. Mongol de Bayin'gholin                                        | 32.7%                                                              | 57.5%                                                              | <0.1%                                                              | 9.7%                                                               |
| P. de Aksu + C.D.A.N.D. de Alar                                    | 71.9%                                                              | 26.6%                                                              | <0.1%                                                              | 1.4%                                                               |
| P.A. Kirguís de Kizilsu                                            | 64.0%                                                              | 6.4%                                                               | <0.1%                                                              | 29.6%                                                              |
| P. de Kashgar + C.D.A.N.D. de Tumushuke                            | 89.3%                                                              | 9.2%                                                               | <0.1%                                                              | 1.5%                                                               |
| P. de Khotan                                                       | 96.4%                                                              | 3.3%                                                               | <0.1%                                                              | 0.2%                                                               |
| P.A. Kazaja de Ili1                                                | 16.1%                                                              | 44.4%                                                              | 25.6%                                                              | 13.9%                                                              |
| - C.D.A.N.D. de Kuitun                                             | 0.5%                                                               | 94.6%                                                              | 1.8%                                                               | 3.1%                                                               |
| - antigua P. de Ili                                                | 27.2%                                                              | 32.4%                                                              | 22.6%                                                              | 17.8%                                                              |
| - P. de Tacheng                                                    | 4.1%                                                               | 58.6%                                                              | 24.2%                                                              | 13.1%                                                              |
| - P. de Aletai                                                     | 1.8%                                                               | 40.9%                                                              | 51.4%                                                              | 5.9%                                                               |
| C.D.A.N.D. de Shihezi                                              | 1.2%                                                               | 94.5%                                                              | 0.6%                                                               | 3.7%                                                               |

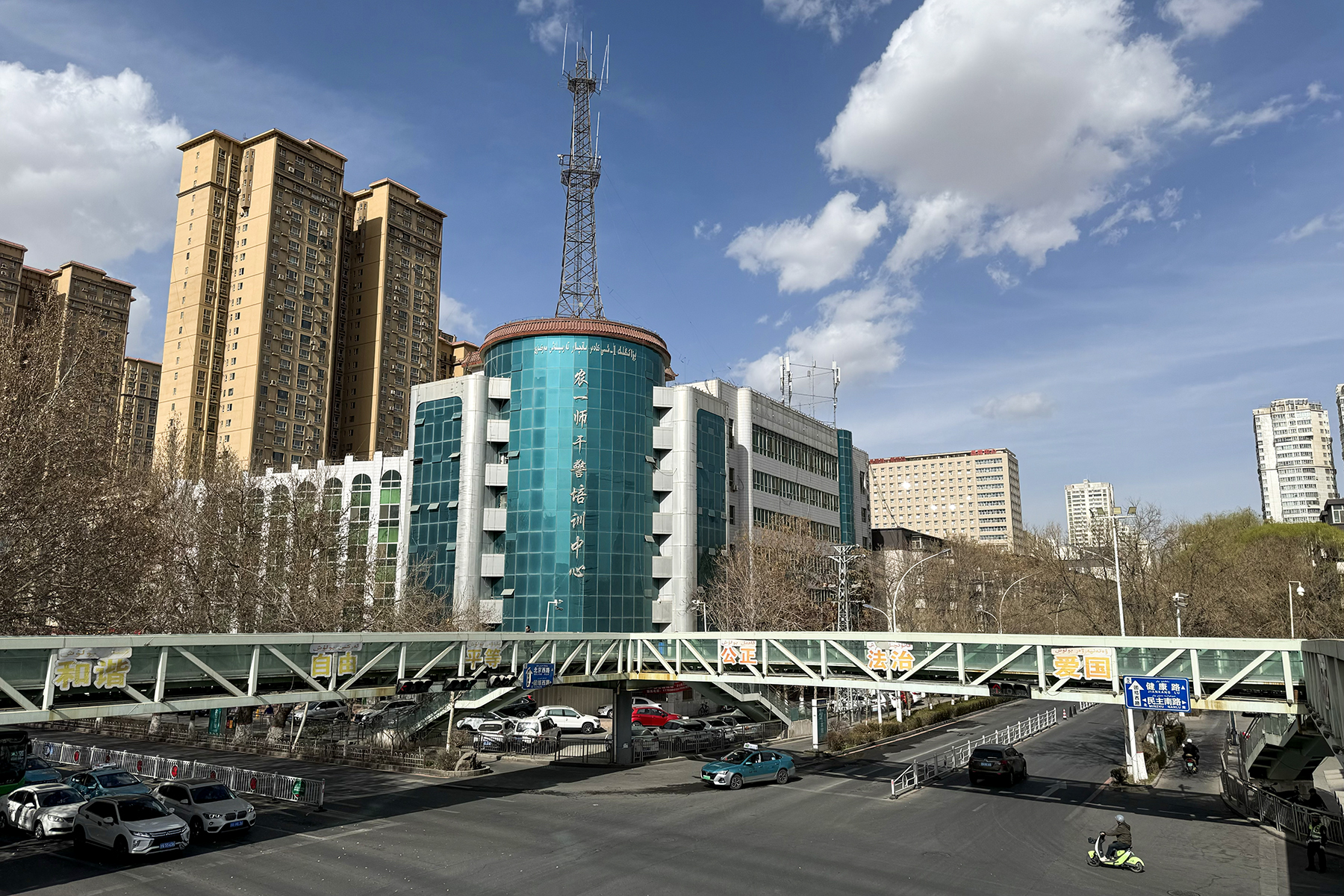
Estación de policía en Aksu

1— La P.A. de Ili está compuesta por la C.D.A.N.D. de Kuitun, la P. de Tacheng y la P. Aletai, así como de la antigua P.A. de Ili. La P. de Ili ha sido disuelta y su antigua región es ahora directamente administrada por la P.A. de Ili.

Fuente: 2000年人口普查中国民族人口资料，民族出版社，2003/9 (ISBN 7-105-05425-5)

No incluye a los miembros del Ejército Popular de Liberación (EPL) en servicio activo.

P = prefectura; P.A. = prefectura autónoma; C.N.P. = ciudad del nivel de prefectura; C.D.A.N.D. = ciudad directamente administrada del nivel de distrito
Algunos estudiosos uigures afirman descender de los uigures turcos y de los tocarios pre-turcos, cuyo lenguaje era indoeuropeo, y los ojos, pelo y piel relativamente claros, así como otros de los llamados rasgos físicos caucasoides, no son raros entre ellos. En general los uigures se parecen a los pueblos que viven a su alrededor en Afganistán, Kirguistán, Uzbekistán, Kazajistán y Pakistán.
En 2002, había 9,632,600 hombres (tasa de crecimiento del 1.0%) y 9,419,300 mujeres (tasa de crecimiento del 2.2%). La tasa de crecimiento total de la población era del 10.9‰, con un 6.3‰ de tasa de nacimientos y un 5.4‰ de tasa de mortalidad.

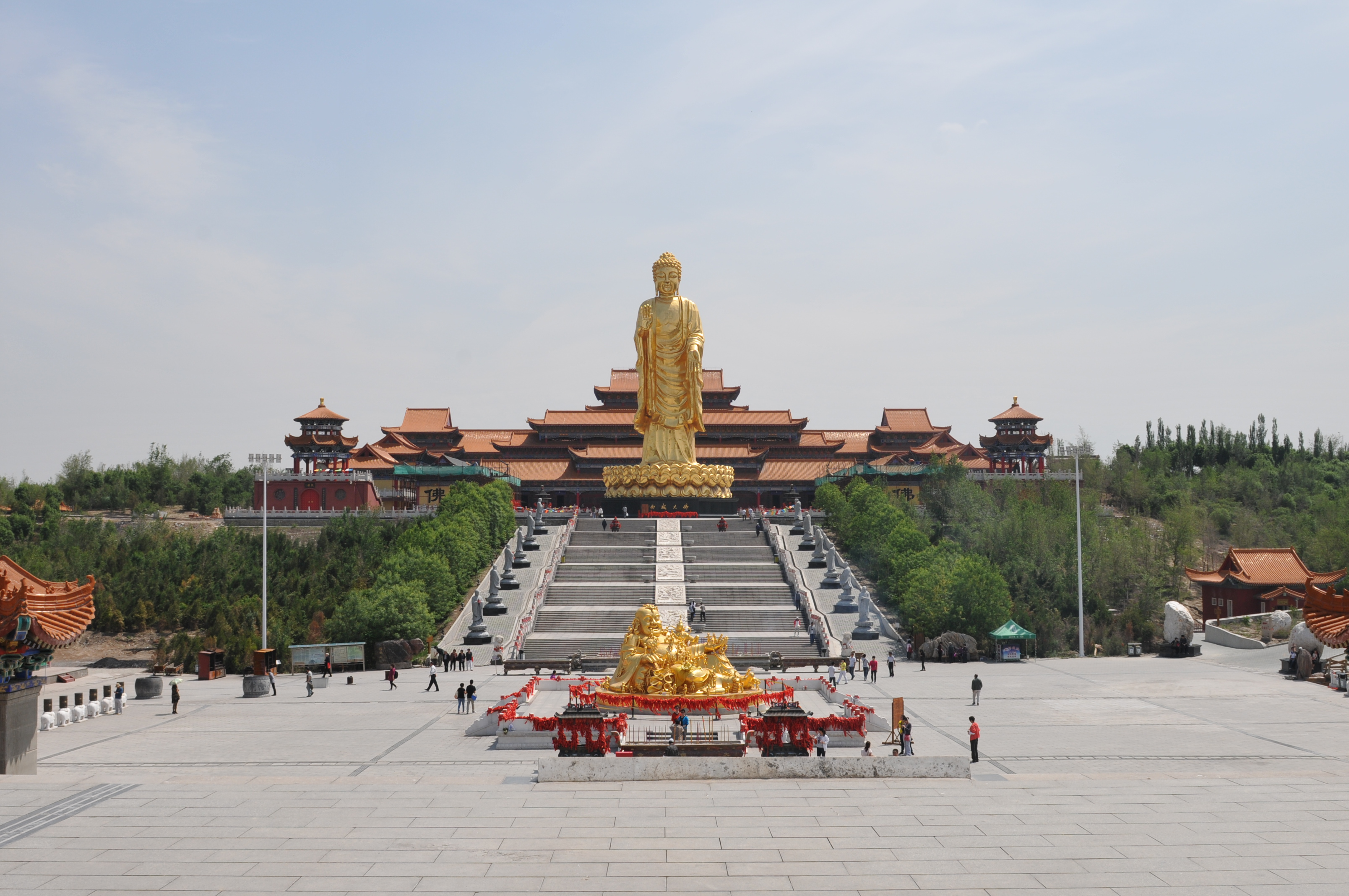
Gran templo Budista en Midong, Sinkiang.

### Religión
Las principales religiones de Sinkiang son el islam, practicado en gran parte por los uigures y la minoría china hui, así como las religiones populares chinas, el confucianismo, el taoísmo y el budismo, practicadas esencialmente por los chinos han. El cristianismo en Sinkiang es practicado por el 1 por ciento de la población, según la Encuesta Social General China de 2009. Según un análisis demográfico del año 2010, los musulmanes formaban el 58 por ciento de la población de la provincia. En 1950, había 29.000 mezquitas y 54.000 imanes en Sinkiang, cifra que descendió a 14.000 mezquitas y 29.000 imanes en 1966. Tras la Revolución Cultural, sólo quedaban unas 1.400 mezquitas. A mediados de la década de 1980, el número de mezquitas había vuelto a los niveles de 1950. Según un informe de 2020 del Instituto Australiano de Política Estratégica, desde 2017, las autoridades chinas han destruido o dañado 16.000 mezquitas en Sinkiang, el 65 por ciento del total de la región.

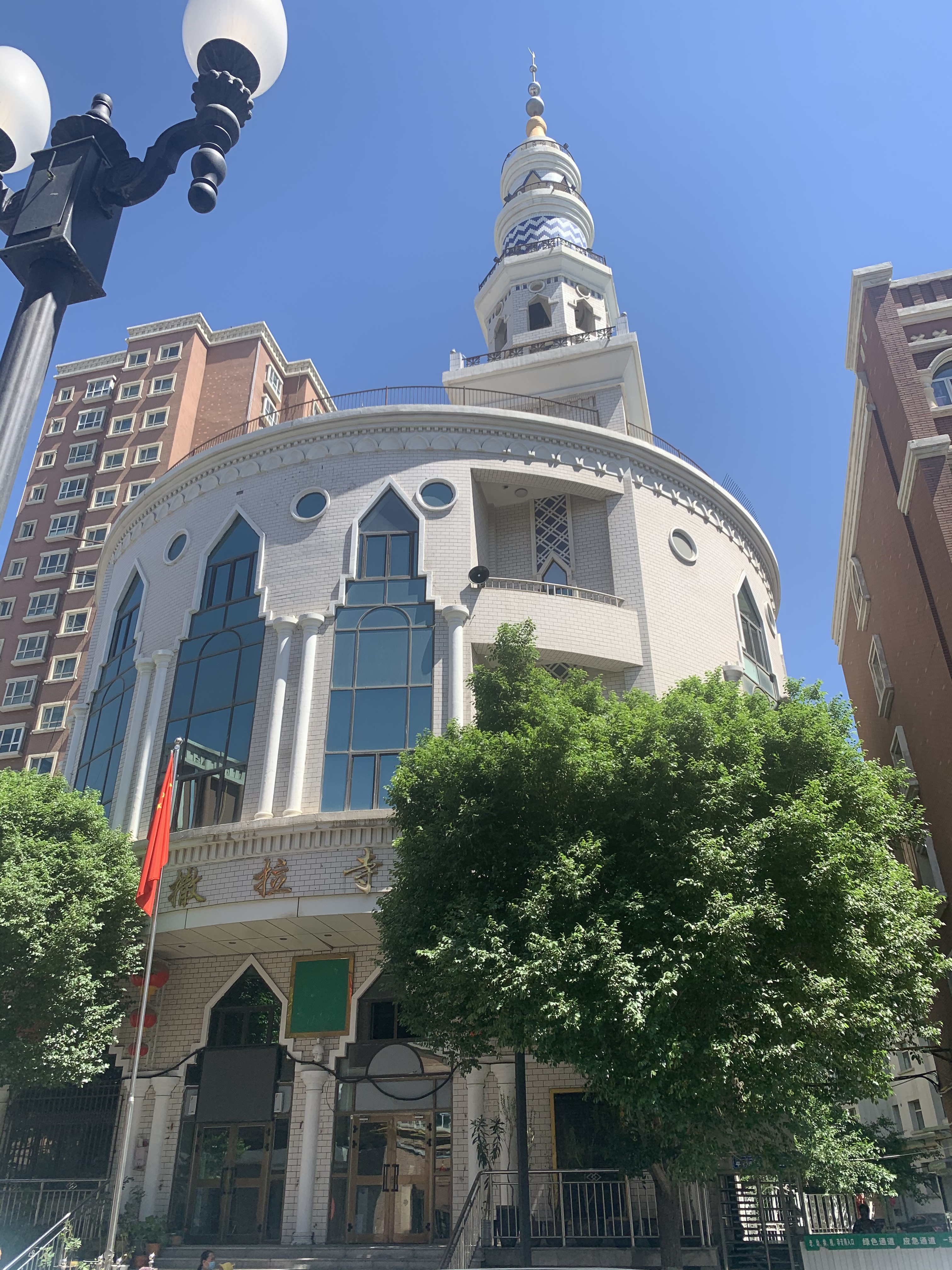
Mezquita en el distrito de Tianshan

Según un informe de DeWereldMorgen de marzo de 2024, en Sinkiang hay más de 100 asociaciones islámicas en las que los imanes imparten clases de teología, árabe y mandarín. Una mayoría de los musulmanes uigures se adhiere al islam suní de la escuela de jurisprudencia o madhab hanafí. Una minoría de chiíes, casi exclusivamente del rito ismailí nizari (seveners) se localiza en las montañas más altas de Tayikistán y Tian Shan. En las montañas occidentales, casi toda la población tayika (sarikolis y wakhis) es chií nizari ismailí. En el norte, en el Tian Shan, los kazajos y los kirguizos son suníes.
El mausoleo de Afaq Khoja y la mezquita de Id Kah, en Kashgar, son los lugares islámicos más importantes de Sinkiang. El minarete de Emin, en Turfán, es un lugar islámico clave. Las Cuevas de los Mil Budas de Bezeklik son un notable yacimiento budista. En el condado de Awat también hay un enorme parque con una estatua del filósofo turco-musulmán Nasreddin.

## Transporte

### Carreteras
En 2008, según el Plan de la Red de Transporte de Sinkiang, el Gobierno ha centrado la construcción en la carretera estatal 314, la autopista del desierto de Alar-Hotan, la carretera estatal 218, la autopista Qingshui River Line-Yining y la carretera estatal 217, así como en otras carreteras.

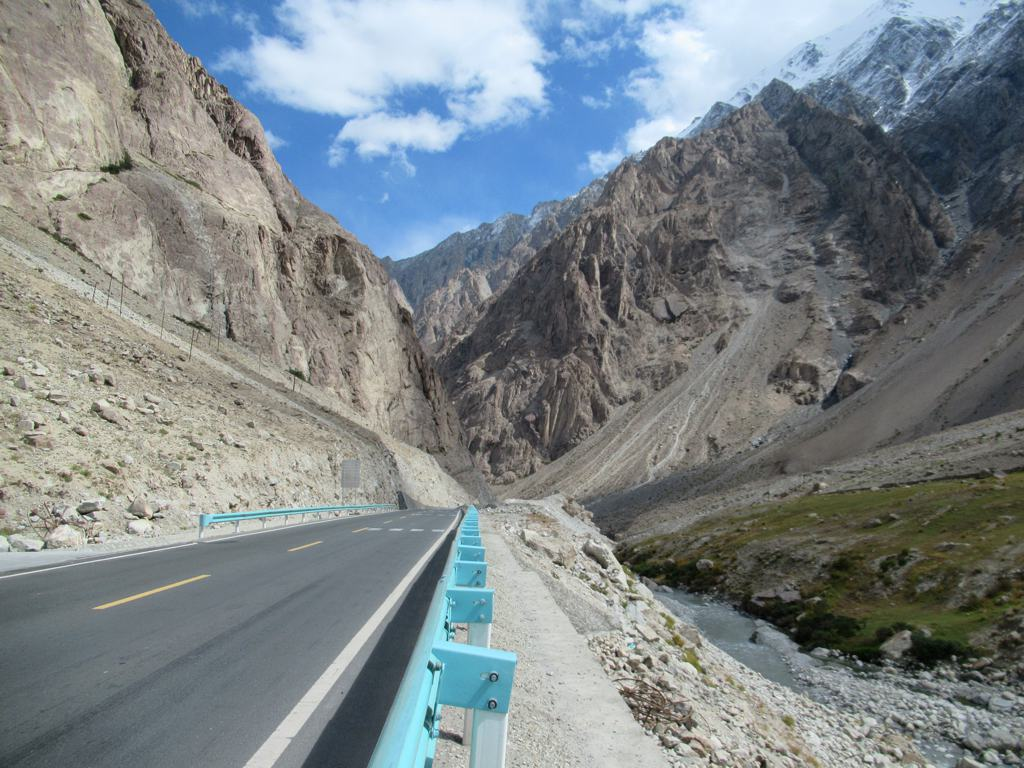
Autopista del Karakórum, Sinkiang, China

La construcción de la primera autopista de la zona montañosa de Sinkiang inició una nueva etapa en su construcción el 24 de julio de 2007. La autopista de 56 km (35 mi) que une el lago Sayram y el valle de Guozi, en la zona septentrional de Sinkiang, había costado 2.390 millones de yuanes. La autovía está diseñada para mejorar la velocidad de la carretera nacional 312 en el norte de Sinkiang. El proyecto se inició en agosto de 2006 y varias fases están en pleno funcionamiento desde marzo de 2007. Han participado más de 3.000 obreros de la construcción. 
Actualmente se está construyendo el puente de cable del valle de Guozi, de 700 m de longitud, sobre la autopista, y ya se han terminado los 24 pilotes principales de cimentación. La autopista nacional 312, tramo de Sinkiang, conecta Sinkiang con la costa oriental de China, Asia central y occidental, y algunas partes de Europa. Es un factor clave para el desarrollo económico de Sinkiang. La población que cubre es aproximadamente el 40% de la total de Sinkiang, que aporta la mitad del PIB de la zona.
Zulfiya Abdiqadir, jefe del Departamento de Transporte, declaró que sólo en 2010 se habían invertido 24.800.000.000 RMB en la red de carreteras de Sinkiang y que, para entonces, las carreteras cubrían aproximadamente 152.000 km.

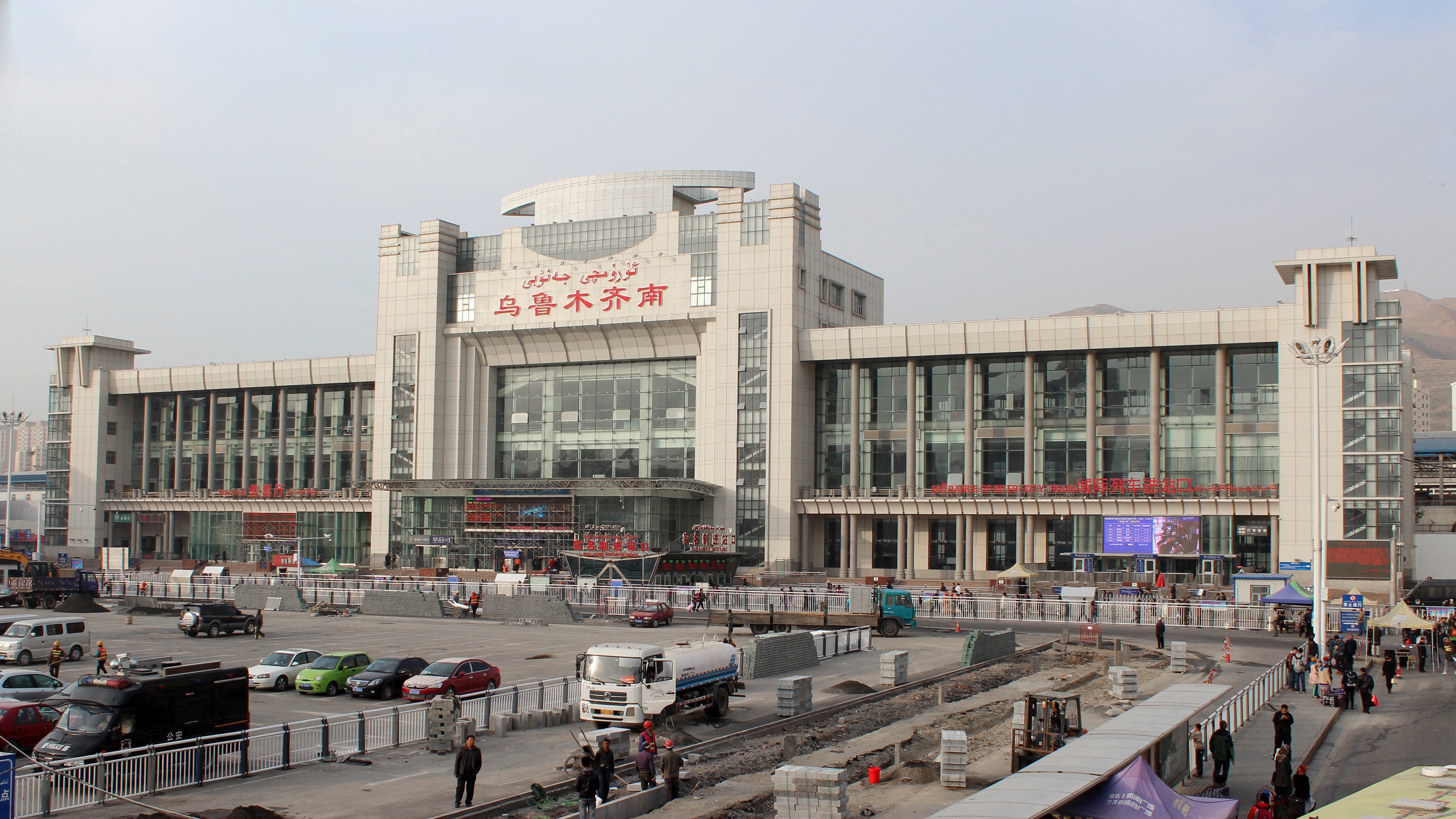
Estación ferroviaria en Urumqi

### Ferrocarriles
El centro ferroviario de Sinkiang es Ürümqi. Al este, una línea de ferrocarril convencional y otra de alta velocidad atraviesan Turpan y Hami hasta Lanzhou, en la provincia de Gansu. Una tercera salida al este conecta Hami y Mongolia Interior.
Al oeste, el Sinkiang Septentrional discurre por las estribaciones septentrionales de la cordillera de Tian Shan a través de Changji, Shihezi, Kuytun y Jinghe hasta la frontera kazaja de Alashankou, donde enlaza con el ferrocarril Turkestán-Siberia. Juntas, las líneas de Sinkiang Septentrional y Lanzhou-Sinkiang forman parte del Ferrocarril Continental Transeuroasiático, que se extiende desde Róterdam, en el Mar del Norte, hasta Lianyungang, en el Mar de China Oriental. El ferrocarril del Norte de Sinkiang proporciona capacidad de transporte ferroviario adicional hasta Jinghe, desde donde el ferrocarril Jinghe-Yining-Khorgos se adentra en el valle del río Ili hasta Yining, Huocheng y Khorgos, un segundo paso fronterizo ferroviario con Kazajistán. El ferrocarril Kuytun-Beitun va de Kuytun al norte de la cuenca de Junggar hasta Karamay y Beitun, cerca de Altay.

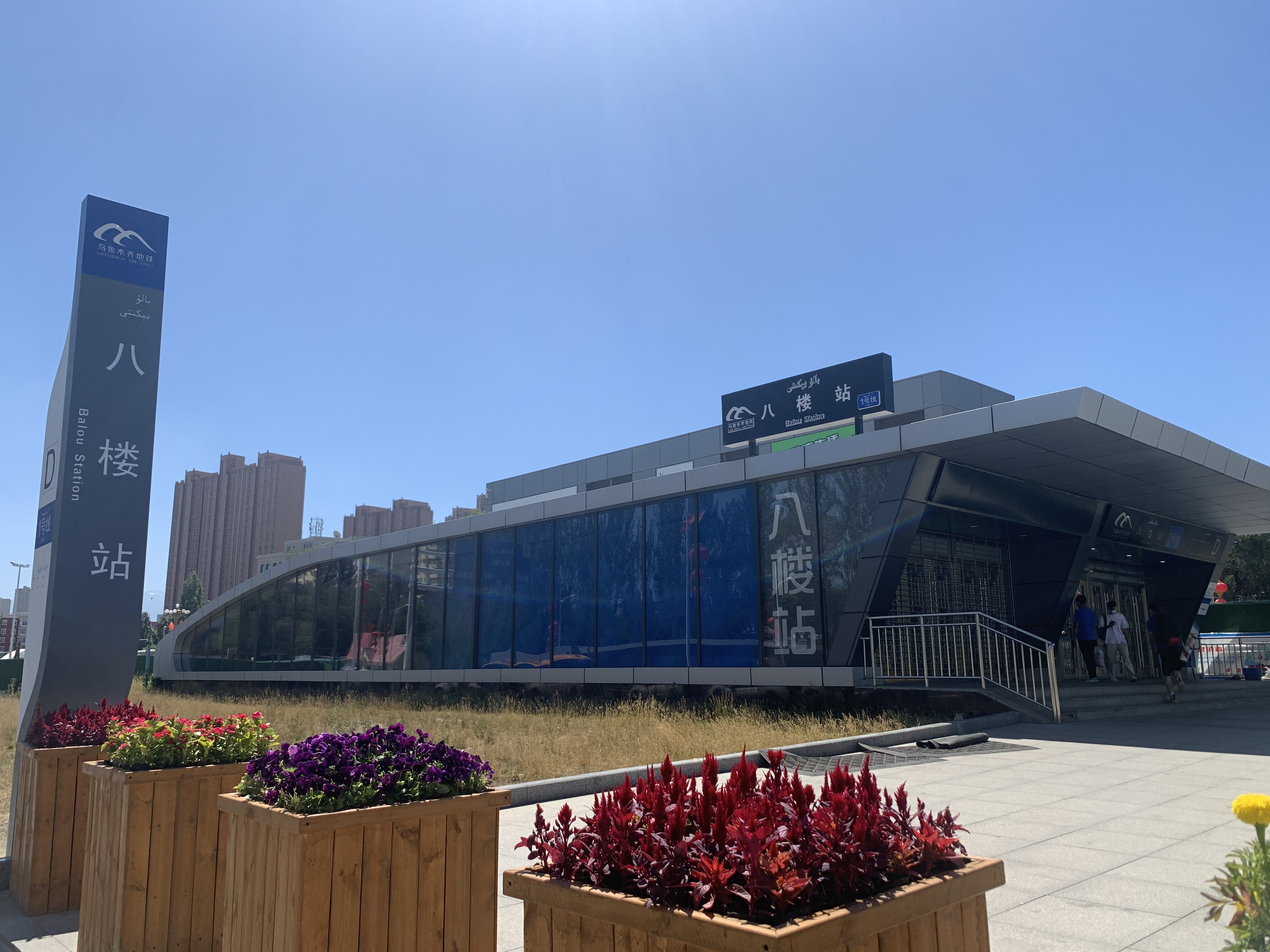
Estación del Metro de Urumqi

En el sur, el ferrocarril del Sur de Sinkiang parte de Turpan y discurre hacia el suroeste por las estribaciones meridionales del Tian Shan hasta la cuenca del Tarim, con paradas en Yanqi, Korla, Kuqa, Aksu, Maralbexi (Bachu), Artux y Kashgar. Desde Kashgar, el ferrocarril Kashgar-Hotan sigue el borde sur del Tarim hasta Hotan, con paradas en Shule, Akto, Yengisar, Shache (Yarkant), Yecheng (Karghilik), Moyu (Karakax). También existen el ferrocarril Hotan-Ruoqiang y el ferrocarril Golmud-Korla.
El ferrocarril Ürümqi-Dzungaria conecta Ürümqi con los yacimientos de carbón de la cuenca oriental de Junggar. El ferrocarril Hami-Lop Nur conecta Hami con las minas de sal potásica de Lop Nur y sus alrededores. El ferrocarril Golmud-Korla, inaugurado en 2020, proporciona una salida hacia Qinghai. Se está planificando la construcción de otras líneas ferroviarias interurbanas. Se han propuesto líneas ferroviarias a Pakistán y Kirguistán.

### Puertos de montaña
Se enlistarán aquellos conocidos, aptos para vehículo, sean estos asfaltados o no.
| Nombre                    | Carretera                    | Pavimentado | Altitud(m) | Coordenadas                                   |  |
| ------------------------- | ---------------------------- | ----------- | ---------- | --------------------------------------------- |  |
| Yangi Daban               |                              | No          | 5855       |                                               |  |
| At to Pass                | Antigua carretera de Kheriya | No          | 5500       |                                               |  |
| Hindutagh Pass            | G580                         | No          | 5300       |                                               |  |
| Liuhuang Daban            | Antigua carretera de Kheriya | No          | 5170       |                                               |  |
| Kawak Pass                | Hashen Highway               | No          | 5120       |                                               |  |
| Sanju Daban1              | Sanju Highway                | No          | 5020       |                                               |  |
| Tuopolagate Daban         | Antigua carretera de Kheriya | No          | 5020       |                                               |  |
| Mazar Daban               | G219                         | Si          | 4980       |                                               |  |
| Heiqia Daban              | G219                         | Si          | 4940       |                                               |  |
| Gàijiākè Daban            |                              | No          | 4840       |                                               |  |
| Dàipǔqiúkè Daban          |                              | No          | 4620       |                                               |  |
| Mǎ'ěryáng Daban           | X614                         | No          | 4335       |                                               |  |
| Kangxiwar Daban           | G219                         | Si          | 4275       |                                               |  |
| Wuguliyate Daban          | Antigua carretera de Panlong | Si/No       | 4269       |                                               |  |
| Wūlǔkèrèwǎtí Daban        | G314/Karakoram Highway       | Si          | 4098       |                                               |  |
| Sengli Daban/Bing Daban   | G216                         | No          | 4091       |                                               |  |
| Kùlánbāgé Daban           |                              | No          | 4005       |                                               |  |
| Àijiékèbiélēi Pass        |                              | No          | 3970       |                                               |  |
| Kèkèātí Daban             |                              | No          | 3950       |                                               |  |
| Tiěgàn àiqí kèbiélēi Pass | X393                         | No          | 3760       |                                               |  |
| Haxilegen Pass            | G217/Duku Highway            | Si          | 3538       |                                               |  |
| Gurengle Daban            |                              | No          | 3530       |                                               |  |
| Kùkèbùyán Daban           |                              | Si          | 3510       |                                               |  |
| Yuximolegai Pass          | G217/Duku Highway            | Si          | 3438       |                                               |  |
| Kùtèlǔkè Daban            | X548                         | No          | 3360       |                                               |  |
| Tielimaiti Pass           | G217/Duku Highway            | Si          | 3335       |                                               |  |
| Chahannur Daban           | G218                         | Si          | 3300+      |                                               |  |
| Kudi Daban                | G219                         | Si          | 3312       |                                               |  |
| Hoxo Daban                | S301                         | No          | 3280       |                                               |  |
| Anglet Daban              | S237                         | Si          | 3189       |                                               |  |
| Gongnaisi Daban           | G218                         | Si          | 3050       |                                               |  |
| Laerdun Pass              | G217/Duku Highway            | Si          | 2730       |                                               |  |
| Akyaule Daban             | Tasha Ancient Road           | Si          | 2290       |                                               |  |
| Nalati Daban              |                              | Si          | 1992       | 43°16′7.4″N 84°1′8.4″E / 43.268722, 84.019000 |  |
| Tekexi Daban              | G577/antigua S220            | Si          | 1850       |                                               |  |

()1: carretera en proceso de construcción.

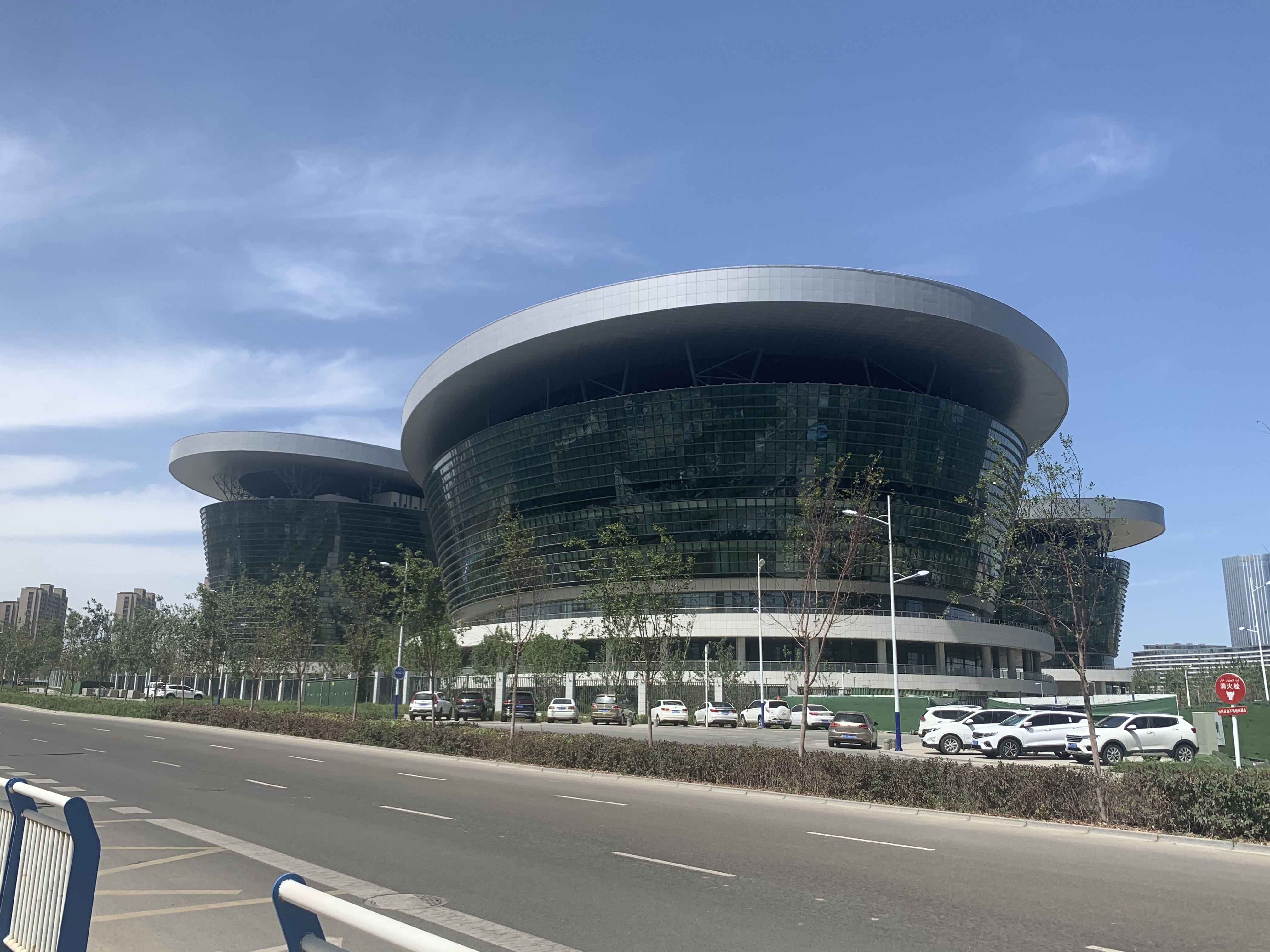
Centro cultural de Urumqi, Sinkiang

## Cultura
Fundada hace seis décadas, la Región Autónoma Uygur de Sinkiang es una de las cinco regiones autónomas chinas designadas para minorías étnicas, habitada por 47 grupos étnicos, entre ellos han, uigures, kazakos, hui, mongoles, kirgiz, uzbekos y rusos. La región es un tesoro de culturas étnicas. Las gentes de todos los grupos étnicos son capaces de mantener sus prácticas culturales y convivir en armonía.
En la antigüedad, Sinkiang era uno de los centros de conexión entre Occidente y Oriente, por donde pasaba la famosa Ruta de la Seda. Su situación geográfica ha hecho que Sinkiang acoja tradiciones tan diversas.
Tras la fundación de la República Popular China en 1949 y el establecimiento de la región en 1955, sus gentes han sido testigos de un enorme progreso tanto económico como social.  El patrimonio cultural de Sinkiang, así como sus coloridas costumbres étnicas y su civilización ecológica natural, la convierten en uno de los principales destinos turísticos de China.

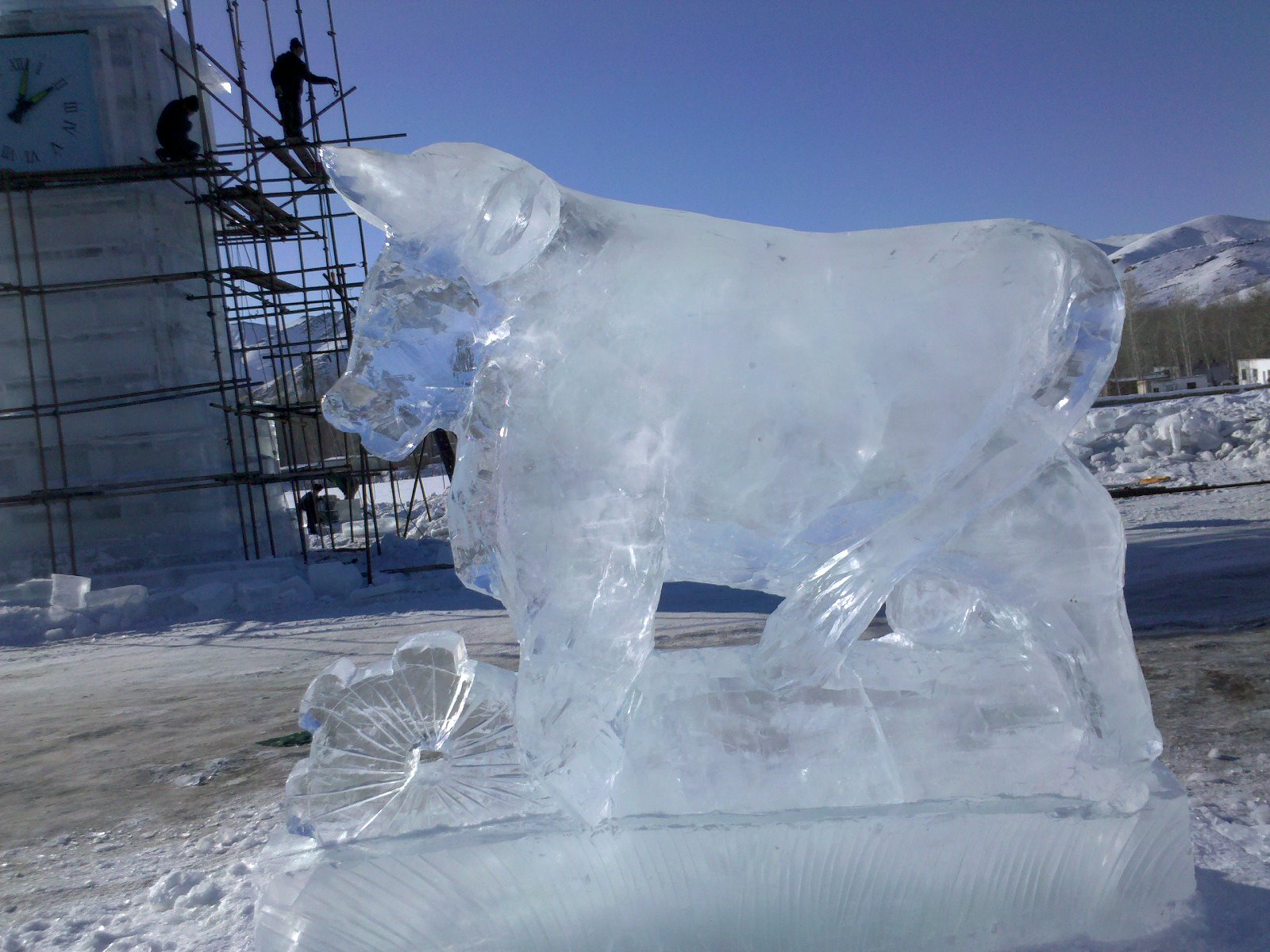
Figura en el parque de Hielo y nieve en la prefectura de Altái en el extremo norte de Sinkiang

Los uigures de Sinkiang son el grupo étnico de China al que se le da bien cantar y bailar, y la danza folclórica de Kashgar es un tesoro del arte dancístico chino, por lo que Kashgar, en Sinkiang, también es conocida como «el hogar de la canción y la danza». En Kashgar, tanto los jóvenes como los mayores bailan espontáneamente con la música. La hermosa danza con el ritmo de la luz, en particular las muñecas y el cuello flexibles y flexibles aumenta la belleza de la danza. La danza uygur tiene un fuerte sentido del ritmo, a veces rápido y a veces lento. Todos los movimientos de la danza reflejan la vida cotidiana de los uigures.  

### Ruta de la Seda
Fue una red de rutas comerciales entre Asia y Europa extendida desde Chang'an (actualmente Xi'an) en China, Antioquía (en la antigua Siria) y Constantinopla (actualmente Estambul, Turquía) a las puertas de Europa y que llegó hasta la península ibérica en el siglo XV.

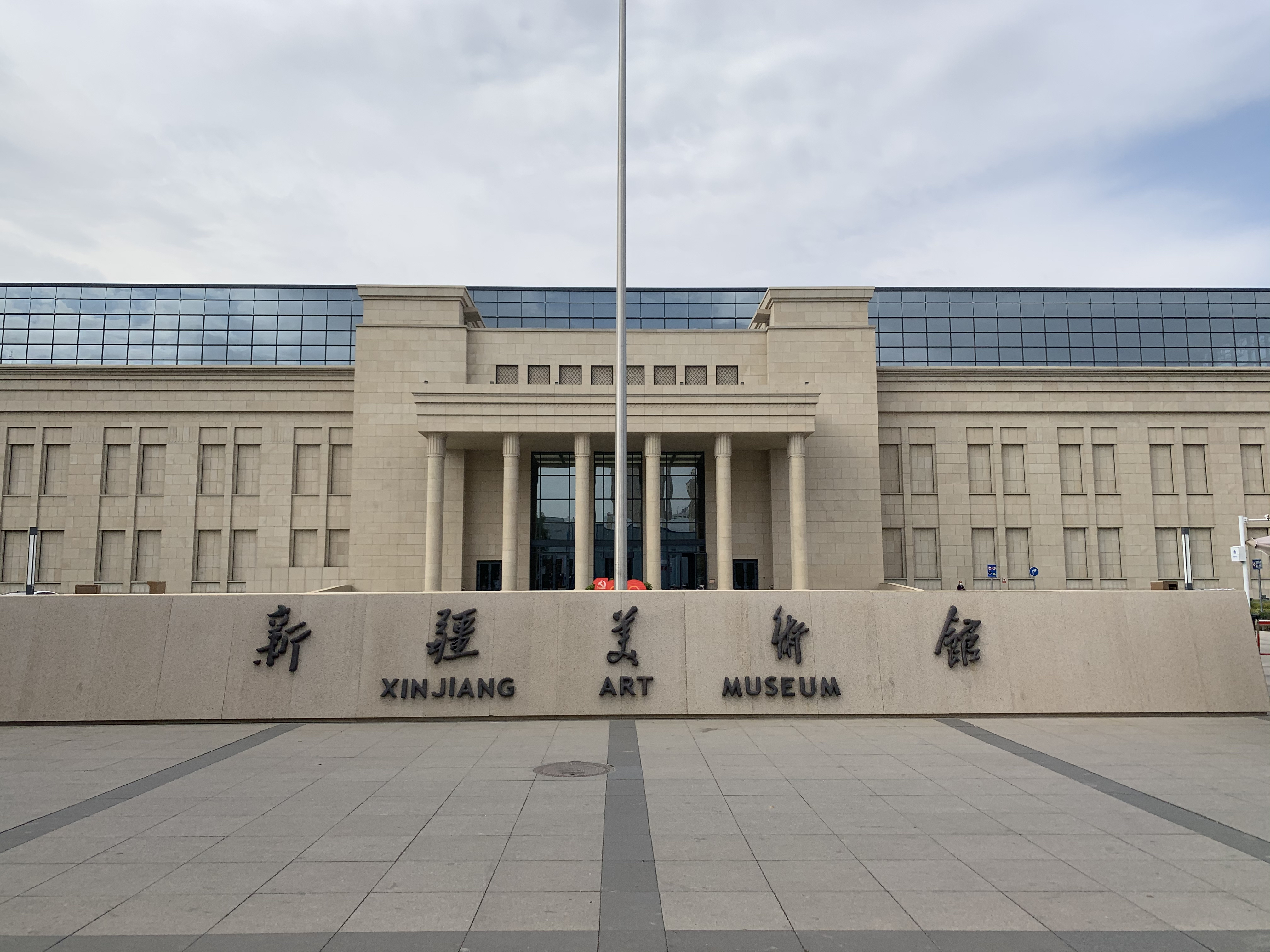
Museo de Arte de Sinkiang

El término "Ruta de la seda" fue acuñado por el geógrafo alemán Ferdinand Freiherr von Richthofen
 en 1877, debido a la mercancía más prestigiosa que circulaba por ella, la seda. Otros productos transitaban estas rutas: piedras y metales preciosos, telas de lana o de lino, ámbar, marfil, laca, especias, vidrio, coral, etc.